# Wehrmacht
La Wehrmacht (en español: fuerza de defensa, pronunciado [ˈveːɐ̯maxt]ⓘ) era el nombre de las fuerzas armadas unificadas de la Alemania nazi desde 1935 a 1945. Fue fundada tras la disolución de las fuerzas armadas de la República de Weimar, llamadas Reichswehr, y bajo tal denominación se englobaban el Heer («ejército de tierra»), la Kriegsmarine («marina») y la Luftwaffe («fuerza aérea»). La designación «Wehrmacht» reemplazó el término previamente usado, Reichswehr, y representaba los esfuerzos del régimen nazi para rearmar Alemania más allá de los límites impuestos por el Tratado de Versalles.
Después de que los nazis llegaran al poder en 1933, uno de los movimientos más resueltos y audaces de Adolf Hitler fue organizar una fuerza armada moderna con capacidad ofensiva y cumplir los objetivos a largo plazo del régimen nacionalsocialista de recuperar el territorio perdido, así como ganar espacio vital (Lebensraum) y dominar sus países vecinos. La consecución de estos fines requirió el restablecimiento del servicio militar obligatorio e inversiones masivas en la industria armamentística.
La Wehrmacht formó el corazón del poder político-militar de Alemania. En la primera parte de la Segunda Guerra Mundial, la Wehrmacht empleó tácticas de armas combinadas (cobertura aérea, tanques e infantería) para lograr un efecto devastador en lo que se conocería como Blitzkrieg («guerra relámpago»). Sus campañas en Francia (1940), la Unión Soviética (1941) y África del Norte (1941-1942) se consideran actos de audacia. Al mismo tiempo, los avances remotos forzaron la capacidad de la Wehrmacht hasta el punto de ruptura, que culminó en las primeras grandes derrotas en las batallas de Moscú (1941), Stalingrado (1942) y El Alamein (1943); a finales de 1942, Alemania estaba perdiendo la iniciativa en todos los teatros bélicos. El arte operacional no era compatible con las habilidades guerreras de la coalición aliada, haciendo que las debilidades de la Wehrmacht en estrategia, doctrina y logística se hicieran evidentes.
Tanto las SS como la Wehrmacht cometieron de forma generalizada crímenes de guerra y atrocidades contra la población civil, todo lo cual cayó en el olvido o el ocultamiento, tras el fenómeno llamado Mito de la Wehrmacht inocente. La mayoría de los crímenes de guerra se cometieron en la Unión Soviética, Polonia, Yugoslavia, Grecia e Italia, como parte de la guerra de aniquilación contra la Unión Soviética, el Holocausto y la guerra de seguridad nazi.
Durante la guerra, cerca de 18 millones de hombres sirvieron en la Wehrmacht. Cuando la guerra terminó en Europa en mayo de 1945, las fuerzas alemanas (formadas por la Wehrmacht, las Waffen-SS, la Volkssturm y otras unidades colaboracionistas extranjeras) habían perdido aproximadamente 11,3 millones de hombres, de los cuales aproximadamente la mitad habían desaparecido o muerto durante la guerra. Solo algunos de los líderes superiores de la Wehrmacht fueron juzgados por crímenes de guerra, a pesar de la evidencia que sugiere que hubo muchas más personas involucradas en acciones ilegales. De acuerdo con el historiador británico Ian Kershaw, la mayoría de los tres millones de soldados de la Wehrmacht que participaron en la invasión de la Unión Soviética cometieron crímenes de guerra.

## Historia
En enero de 1919, después del final de la Primera Guerra Mundial con la firma del armisticio del 11 de noviembre de 1918, las fuerzas armadas alemanas pasaron a denominarse Friedensheer (ejército de paz). En marzo de 1919, la asamblea nacional aprobó una ley que establecía un ejército preliminar de 420 000 efectivos, el Vorläufige Reichswehr. Los términos del Tratado de Versalles se anunciaron en mayo y, en junio, Alemania firmó el tratado que, entre otros términos, impuso severas limitaciones al tamaño de las fuerzas armadas de Alemania. El ejército estaba limitado a cien mil soldados y oficiales con quince mil adicionales en la armada. La flota consistiría en un máximo de seis acorazados, seis cruceros y doce destructores. Se prohibieron los submarinos, los tanques y la artillería pesada y se disolvió la fuerza aérea. El 23 de marzo de 1921 se estableció un nuevo ejército de posguerra, el Reichswehr. El servicio militar obligatorio general fue abolido bajo otro mandato del tratado de Versalles.
El Reichswehr estaba limitada a 115 000 efectivos y, por lo tanto, las fuerzas armadas, bajo el liderazgo de Hans von Seeckt, retuvieron solo a los oficiales más capaces. Los historiadores estadounidenses Alan Millet y Williamson Murray escribieron a este respecto: «Al reducir el cuerpo de oficiales, Seeckt eligió el nuevo liderazgo entre los mejores hombres del estado mayor general con un desprecio despiadado por otros electores, como los héroes de guerra y la nobleza». La determinación de Seeckt de que la Reichswehr fuera una fuerza de cuadros de élite que sirviera como el núcleo para un ejército ampliado cuando se presentara la oportunidad de restaurar el servicio militar obligatorio esencialmente condujo a la creación de un nuevo ejército, basado en, pero muy diferente del ejército que existía en Primera Guerra Mundial. En la década de 1920, Seeckt y sus oficiales desarrollaron nuevas doctrinas que enfatizaban la velocidad, la agresión, las armas combinadas y la iniciativa por parte de los oficiales inferiores para aprovechar las oportunidades momentáneas. Aunque Seeckt se retiró del ejército en 1926, su influencia aún era evidente cuando entró en guerra en 1939.
A Alemania se le prohibió tener una fuerza aérea por el tratado de Versalles; no obstante, Seeckt creó un cuadro clandestino de oficiales de la fuerza aérea a principios de la década de 1920. Estos oficiales vieron el papel de una fuerza aérea como ganar la superioridad aérea, el bombardeo estratégico y el apoyo aéreo cercano. Que la Luftwaffe no desarrollara una fuerza de bombardeo estratégico en la década de 1930 no fue por falta de interés, sino por limitaciones económicas. El liderazgo de la Armada dirigido por el Gran Almirante Erich Raeder, un protegido muy cercano de Alfred von Tirpitz, se dedicó a la idea de revivir la Flota de Alta Mar de Tirpitz. Los oficiales que creían en la guerra submarina dirigidos por el almirante Karl Dönitz eran una minoría antes de 1939.
En 1922, Alemania había comenzado a eludir de forma encubierta las condiciones impuestas por el tratado de Versalles. Una colaboración secreta con la Unión Soviética comenzó después del Tratado de Rapallo. El mayor general Otto Hasse viajó a Moscú en 1923 para seguir negociando los términos. Alemania ayudó a la Unión Soviética con la industrialización y los oficiales soviéticos serían entrenados en Alemania. Los especialistas alemanes en tanques y fuerzas aéreas podrían entrenar en la Unión Soviética y la investigación y fabricación de armas químicas alemanas se llevaría a cabo allí junto con otros proyectos. En 1924 se estableció una escuela de pilotos de combate en Lípetsk, donde varios cientos de miembros del personal de la fuerza aérea alemana recibieron instrucción en mantenimiento operativo, navegación y entrenamiento de combate aéreo durante la siguiente década hasta que los alemanes finalmente abandonaron las instalaciones en septiembre de 1933. Sin embargo, la acumulación de armas fue hecha en secreto, hasta que Hitler llegó al poder y recibió un amplio apoyo político.

### Llegada de los nazis al poder

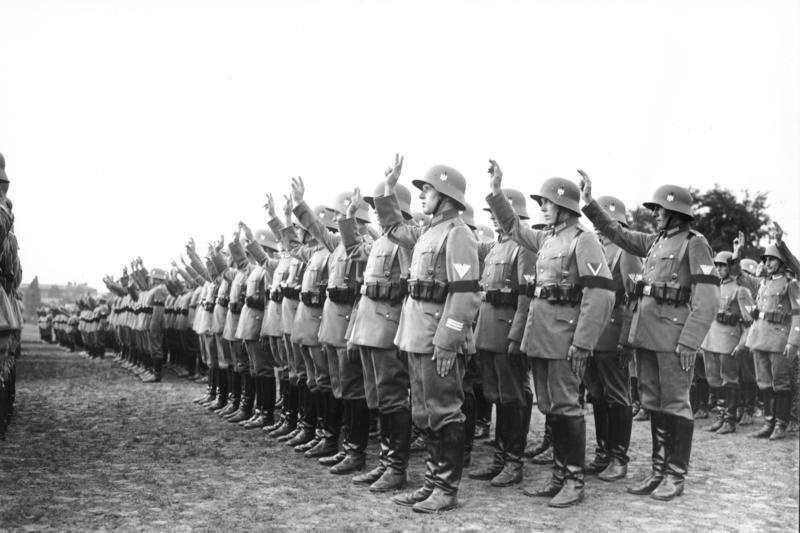
Soldados del Reichswehr realizando el juramento al Führer en agosto de 1934

El 2 de agosto, después de la muerte del presidente Paul von Hindenburg, Adolf Hitler asumió el cargo de presidente de Alemania y, por lo tanto, se convirtió en comandante en jefe. En febrero de 1934, el ministro de Defensa Werner von Blomberg, actuando por su propia iniciativa, hizo que todos los judíos que servían en la Reichswehr fueran dados de baja de forma deshonrosa automática e inmediatamente. Una vez más, por iniciativa propia, Blomberg hizo que las fuerzas armadas adoptaran los símbolos nazis en sus uniformes en mayo de 1934. En agosto del mismo año, nuevamente por iniciativa de Blomberg y del jefe del Ministerio, el general Walter von Reichenau, todo el ejército debía prestar un juramento de lealtad personal a Hitler. El Führer estaba muy sorprendido con la noticia; la opinión popular de que Hitler impuso el juramento a los militares es falsa. El juramento decía: 

Juro por Dios este sagrado juramento, que yo debo obediencia incondicional al líder del Imperio y pueblo alemán, Adolf Hitler, comandante supremo de la Wehrmacht, y que como un valiente soldado, estaré preparado en cada momento para defender este juramento con mi vida.

En 1935, Alemania estaba burlando abiertamente las restricciones militares establecidas en el Tratado de Versalles: el rearme alemán se anunció el 16 de marzo con el conocido como «Edicto para la consolidación de la Wehrmacht» (en alemán: Gesetz für den Aufbau der Wehrmacht) y la reintroducción del reclutamiento forzoso. Si bien el tamaño del ejército permanente se mantendría en aproximadamente 100 000 hombres decretada por el tratado, un nuevo grupo de reclutas igual o similar a este número recibiría entrenamiento cada año. La ley de reclutamiento introdujo el nuevo nombre de «Wehrmacht»; la Reichswehr pasó a llamarse oficialmente Wehrmacht el 21 de mayo de 1935. La proclamación de Hitler de la existencia de la Wehrmacht incluía un total de no menos de 36 divisiones en su proyección original, contraviniendo el Tratado de Versalles de una manera sustancial. En diciembre de 1935, el general Ludwig Beck agregó 48 batallones de tanques al programa de rearme planificado. Hitler originalmente fijó un plazo de diez años para concluir la remilitarización, pero pronto lo acortó a cuatro años. Con la crisis de Renania y el Anschluss, el territorio del Reich aumentó significativamente, lo que proporcionó una mayor población para el servicio militar obligatorio.

### Segunda Guerra Mundial

#### 1939-1943

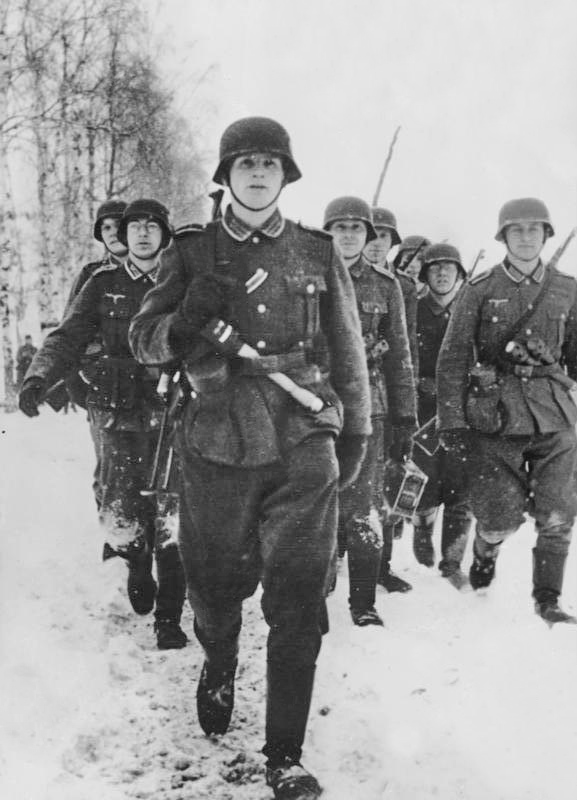
Miembros del Heer en el Frente oriental en 1942.

Durante los primeros tres años de la Segunda Guerra Mundial, la Wehrmacht logró victorias completas y resonantes, derrotando a los ejércitos europeos con relativa facilidad, debido a su superioridad técnica y de doctrina militar, desarrollada por Alemania en los años posteriores a la derrota en la Primera Guerra Mundial. Esta superioridad quedó demostrada con el empleo de la Blitzkrieg (guerra relámpago), consistente en el empleo de movimientos rápidos de tropas, de una mortífera combinación de tanques en extensas formaciones (divisiones Panzer), infantería y artillería motorizada, y aviación de apoyo a las fuerzas terrestres. Esta doctrina dejó obsoleta con sus triunfos la doctrina militar imperante en la mayoría de los ejércitos europeos, aferrados aún a las defensas estáticas y a la guerra de trincheras, consideradas como válidas desde el final de la anterior guerra mundial.
La estrategia envolvente fue usada en Francia y la Unión Soviética (URSS) con gran éxito entre 1940 y 1941. Consistía en la embestida profunda en forma de pinzas y localizada contra el frente enemigo con la mayor concentración de fuerzas y armas de apoyo, para posteriormente enviar a través de la brecha conseguida las reservas acorazadas y motorizadas. Fuerzas blindadas atacarían los flancos cerrando el dispositivo y envolviendo al enemigo.
La velocidad de estas fuerzas permitiría en una fase posterior de la batalla, rodear y aniquilar a las fuerzas enemigas desde su propia retaguardia, estrangulando su sistema logístico y de suministro, y aislarlas hasta formar bolsas (en alemán Kessel 'caldero') de resistencia que acabarían rindiéndose.
La moral combativa de la Wehrmacht, una oficialidad competente, sus tácticas veloces y masivas, el logro efectivo y rápido de objetivos, con suministros y logística eficaces, sumado a la existencia de armamento avanzado, con tanques rápidos y una aviación táctica adaptada a las nuevas estrategias, hicieron del ejército alemán el más efectivo y poderoso de la época. Posteriormente su propia fe en esa superioridad inclinó a la Wehrmacht a acometer empresas que demostraron ser demasiado ambiciosas.
En la invasión de la Unión Soviética (Operación Barbarroja), que comenzó el 22 de junio de 1941, la Wehrmacht logró varios éxitos iniciales y la aniquilación de gran parte de las fuerzas del Ejército Rojo estacionadas en la frontera, permitiendo profundos avances dentro del territorio de la URSS hasta llegar a Leningrado en solo dos semanas.
Sin embargo, el atraso de cuatro semanas en las campañas de Creta y Grecia fueron vitales, ya que el invierno más crudo en 50 años se dejó sentir tempranamente en las latitudes soviéticas frenando el avance alemán cuando los caminos se transformaron en lodazales y además los suministros de equipos de invierno no fueron distribuidos en el frente de manera adecuada, sumado a una red logística cada vez más extensa y frágil. Los soviéticos lograron resistir la embestida y movilizando todas sus reservas humanas y materiales, apoyados por sus crudos inviernos, la ayuda logística norteamericana, y un material bélico muchas veces tan eficaz como el alemán y mejor diseñado para la producción en masa, frenaron el empuje de los alemanes, quienes no pudieron hacerse con Moscú, en noviembre-diciembre de 1941, ni Stalingrado, en diciembre de 1942-febrero de 1943, sufriendo la pérdida del VI Ejército alemán en 300 000 bajas entre muertos y heridos, incluyendo unos 90 000 soldados germanos que quedaron como prisioneros de guerra.
No obstante, la maquinaria bélica alemana aún era fuerte, al punto de mantener ocupada prácticamente la totalidad de Europa y poder combatir en África. Por gestión del ministro de armamentos, Albert Speer, se habían incorporado nuevos modelos de tanques como el Tiger, el Panther, el Jadgpanther. En el verano de 1943, sin embargo, la Wehrmacht sufrió otra grave derrota en tierras rusas, cuando en la batalla de Kursk, la fortaleza de las defensas y la posterior contraofensiva soviética destruyó las mejores unidades blindadas de la Wehrmacht y le causó bajas irremplazables en tropas de élite en Korsun-Cherkassy. La de Kursk se considera la última ofensiva estratégica de la Wehrmacht, y representó su última oportunidad de obtener la victoria en la guerra.
Por otra parte, en 1943 la Wehrmacht no logró repeler la invasión angloestadounidense en Italia, pero sí logró establecer sucesivas líneas defensivas en la península, la cual resistió hasta abril de 1945.

#### 1944-1945

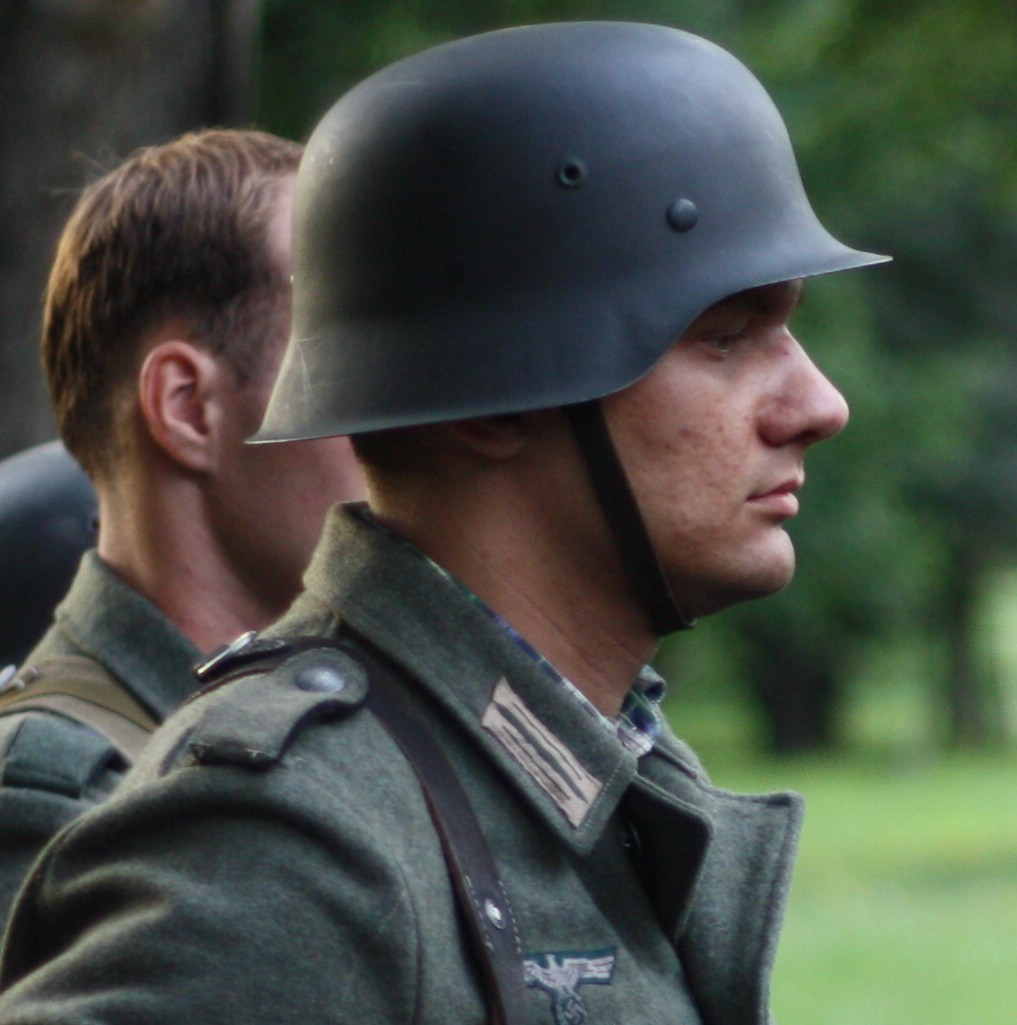
Casco M42 usado por la Wehrmacht.

En 1944 la Wehrmacht, ya debilitada por las pérdidas en combate contra el violento contraataque de la Unión Soviética no pudo rechazar ni contener el avance de tropas británicas, estadounidenses y canadienses en Francia y Bélgica tras la batalla de Normandía, debiendo efectuar un rápido repliegue. A pesar de todo durante el invierno de 1944-1945, la Wehrmacht realizó sorpresivamente en el frente occidental su última gran ofensiva, llamada batalla de las Ardenas. Esta ofensiva terminó en derrota germana y representó la pérdida de hombres y material que la Wehrmacht ya no podía reemplazar.
A partir de 1944, la Wehrmacht carecía de suficientes soldados veteranos para cubrir sus filas, sus mejores tropas habían sido destruidas en batalla contra las tropas soviéticas en tres años de cruenta lucha, quedando ante ellas en una clara situación de inferioridad numérica, mientras que en el sector occidental, cuyas tropas eran soldados de 40 años y más no podía resistir mucho tiempo la abrumadora superioridad material de los aliados occidentales.
La Alemania nazi intentó paliar ese déficit de tropas instituyendo la Volkssturm (milicia popular) desde octubre de 1944, como leva en masa, donde se enroló forzosamente en la Wehrmacht a prácticamente todos los varones alemanes entre 14 y 65 años de edad que aún quedasen en retaguardia para defender el propio territorio germano; no obstante, estas tropas, carentes de instrucción militar y de un armamento adecuado, y desmoralizadas por el visible curso adverso de la guerra, no podían en modo alguno compararse a la Wehrmacht de 1940 o 1941.
En enero de 1945 la Wehrmacht aún podía contar con más de 7 millones de efectivos (millón y medio en el Oeste, otro millón en Italia y el resto en el Este), aunque una parte apreciable pertenecía al Volkssturm y mostraban escaso afán de lucha en circunstancias tan adversas.
Los bombardeos estadounidenses y británicos empezaron a dañar el suministro normal de combustibles y armas a las unidades de la Wehrmacht desde 1943, consiguiendo progresivamente la superioridad aérea y obteniendo para 1945 el estrangulamiento de la industria de guerra alemana, y la destrucción de su sistema de comunicaciones, además de numerosas ciudades.
La Wehrmacht fue derrotada finalmente por los soviéticos en la batalla de Berlín mientras los Aliados la batían en el oeste de Europa, dejando de existir tras la rendición alemana del 8 de mayo de 1945.

## Estructura y composición

### Ejército

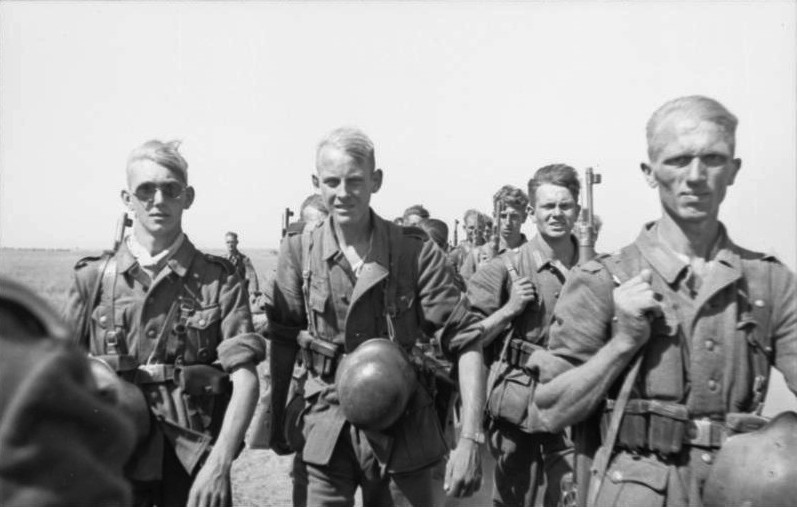
Infantería «móvil a pie» de la Wehrmacht, 1942

El ejército alemán fomentó conceptos pioneros durante la Primera Guerra Mundial, combinando activos terrestres (Heer) y de la fuerza aérea (Luftwaffe) en equipos de armas combinadas. Junto con los métodos de guerra tradicionales como los embolsamientos y la «batalla de aniquilación», la Wehrmacht logró numerosas victorias rápidas en el primer año de la Segunda Guerra Mundial, lo que llevó a los periodistas extranjeros a crear una nueva palabra para lo que presenciaron: Blitzkrieg. El éxito militar inmediato de Alemania en el campo de batalla al menos al comienzo de la Segunda Guerra Mundial coincide con el comienzo favorable que lograron durante la Primera Guerra Mundial, un hecho que algunos atribuyen a su superior cuerpo de oficiales.
El Heer entró en guerra con apenas una pequeña parte de sus formaciones motorizadas; la infantería, al menos en un 90 %, aún se tenía que desplazar a la batalla a pie, y la artillería era, en su mayoría, hipomóvil (tirada por caballos). Las formaciones motorizadas recibieron mucha atención por parte de la prensa mundial en los primeros años de la guerra y fueron citadas como la razón del éxito de la invasión de Polonia (septiembre de 1939), Dinamarca y Noruega (abril de 1940), Bélgica, Francia y Países Bajos (mayo de 1940), Yugoslavia y Grecia (abril de 1941) y las primeras fases de la Operación Barbarroja (junio de 1941).

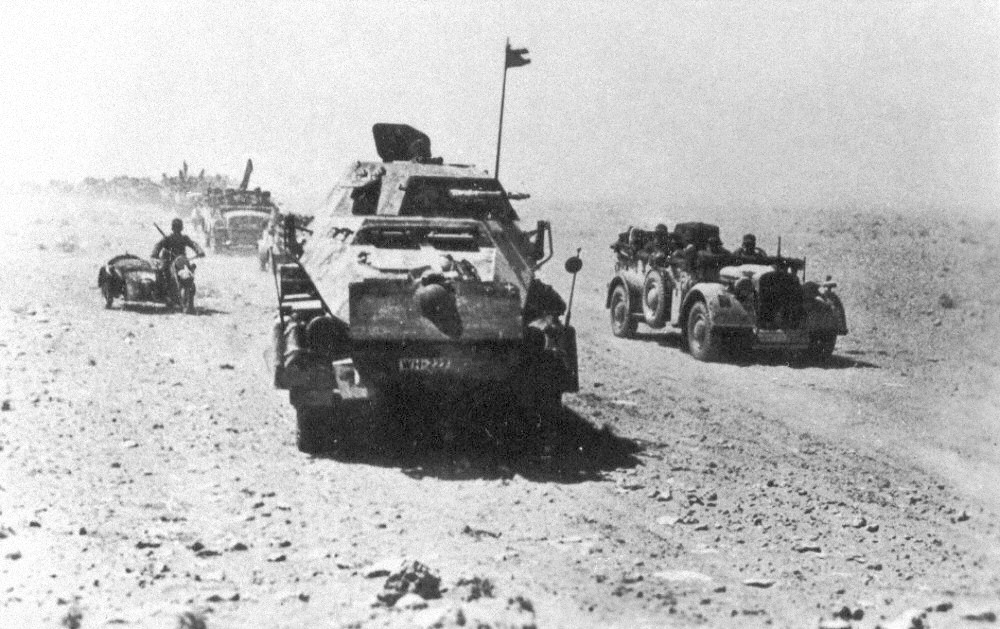
Un batallón de cazacarros, parte de la 21.ª División Panzer del Afrika Korps

Después de que Hitler declarara la guerra a los Estados Unidos en diciembre de 1941, las potencias del Eje se vieron involucradas en campañas contra las principales potencias industriales de la época mientras Alemania aún estaba en transición hacia una economía de guerra. Luego, las unidades alemanas fueron sobreextendidas, insuficientemente abastecidas, superadas en maniobras, en número y derrotadas por sus enemigos en batallas decisivas durante 1941, 1942 y 1943 en la Batalla de Moscú, el Sitio de Leningrado, Stalingrado, Túnez en el norte de África y la Batalla de Kursk.
El ejército alemán se administró a través de tácticas basadas en misiones, conocidas en alemán como Auftragstaktik (en lugar de tácticas basadas en órdenes) que tenían como objetivo dar a los comandantes una mayor libertad para actuar en cualquier circunstancias y aprovechar cualquier oportunidad que se le presentara. En la opinión pública, el ejército alemán era visto como un ejército moderno que disponía de una alta tecnología. Sin embargo, este equipo moderno, aunque figuraba mucho en la propaganda oficial, a menudo solo estaba disponible en cantidades relativamente pequeñas. Solo del 40 % al 60 % de todas las unidades en el Frente Oriental estaban motorizadas, los trenes de equipaje a menudo dependían de remolques tirados por caballos debido a las malas carreteras y las condiciones climáticas típicas de la Unión Soviética, y por las mismas razones muchos soldados marchaban a pie o usaba bicicletas para realizar los principales desplazamientos. A medida que la suerte de la guerra cambio, los alemanes estuvieron en constante retirada desde 1943 en adelante.: 142 
Para 1943, las fuertes pérdidas y la baja producción de camiones y otros elementos motorizados habían dejado sin medios de transporte a numerosas unidades de infantería alemanas. Está escasez de transportes provocó, lo que historiadores como Omer Bartov, llaman la desmotorización (Entmotorisierung) de la Wehrmacht. Para entonces las maniobras, tanto en operaciones ofensivas como defensivas, estaban limitadas a la velocidad de las tropas a pie: esto resultó devastador para las tropas alemanas cuando trataban de retirarse acosadas por unidades blindadas soviéticas, a través de bosques llenos de partisanos.
Las divisiones Panzer fueron vitales para el éxito inicial del ejército alemán. De acuerdo con la estrategia típica de la Blitzkrieg, la Wehrmacht combinaba la movilidad de los tanques ligeros con el asalto aerotransportado para avanzar rápidamente a través de las débiles líneas enemigas, lo que permitió al ejército alemán apoderarse rápida y brutalmente de Polonia y Francia. Estos tanques se utilizaron para atravesar las líneas enemigas, aislando a los regimientos enemigos de la fuerza principal para que la infantería alemana, que avanzaba detrás de los tanques, pudiera matar o capturar rápidamente a las tropas enemigas.

### Fuerza Aérea

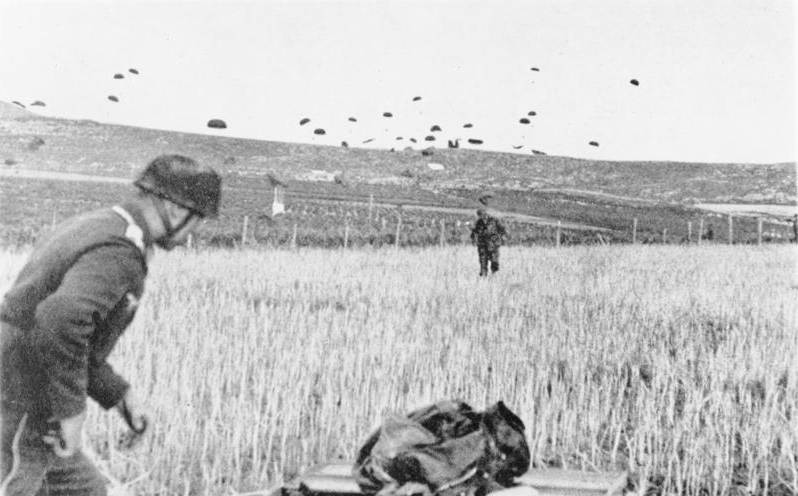
Paracaidistas alemanes tomando tierra durante la Batalla de Creta

Originalmente prohibida por el Tratado de Versalles, la Luftwaffe se estableció oficialmente en 1935, bajo el liderazgo de Hermann Göring. Obteniendo experiencia por primera vez en la guerra civil española, fue un elemento clave en las primeras campañas de la Blitzkrieg (Polonia, Francia 1940, URSS 1941). La Luftwaffe concentró la producción en cazas y (pequeños) bombarderos tácticos, como el caza Messerschmitt Bf 109 y el bombardero en picado Junkers Ju 87. Los aviones cooperaban estrechamente con las fuerzas terrestres. Un número abrumador de cazas aseguraba la supremacía aérea, y los bombarderos atacaban líneas de mando y suministro, depósitos y otros objetivos de apoyo cerca de la línea de frente. La Luftwaffe también se usaba para transportar paracaidistas, como se usó por primera vez durante la Operación Weserübung. Debido a la influencia del ejército con Hitler, la Luftwaffe a menudo estaba subordinada al ejército, lo que provocó que se usara como una función de apoyo táctico y perdiera sus capacidades estratégicas.
La campaña de bombardeo estratégico de los Aliados Occidentales las 24 horas del día contra objetivos industriales alemanes, forzaron deliberadamente a la Luftwaffe a una guerra de desgaste. Con la fuerza de combate alemana destruida, los aliados occidentales tenían una casi absoluta superioridad aérea sobre el campo de batalla, negando el apoyo aéreo a las fuerzas alemanas en tierra y utilizando sus propios cazabombarderos para atacar y desbaratar las posiciones alemanas. Tras las grandes pérdidas sufridas por los alemanes en la Operación Bodenplatte en 1945, la Luftwaffe dejó de ser una fuerza efectiva.

### Armada

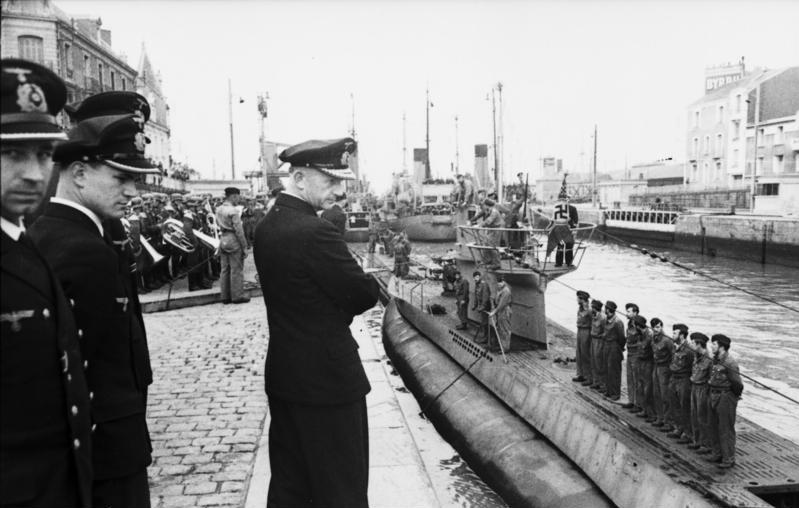
Karl Dönitz inspecciona la base de submarinos de Saint-Nazaire en Francia en junio de 1941

El Tratado de Versalles impuso una serie de limitaciones al Ejército alemán entre ellas prohibió los submarinos y limitó el tamaño de la Reichsmarine a únicamente seis acorazados, seis cruceros y doce destructores. Tras la creación de la Wehrmacht, la armada pasó a llamarse Kriegsmarine.
Con la firma del Acuerdo naval anglo-alemán en 1935, a Alemania se le permitió aumentar el tamaño de su armada a 35:100 de tonelaje respecto a la Royal Navy, y permitió la construcción de algunos submarinos. Esto se hizo en parte para apaciguar a Alemania y porque Gran Bretaña creía que la Kriegsmarine no sería capaz de alcanzar el límite del 35 % hasta 1942. La marina también fue priorizada en último lugar en el esquema de rearme alemán, por lo que es la más pequeña de las tres ramas que componían la Wehrmacht.
En la Batalla del Atlántico, el brazo de la flota de submarinos alemán (los U-boat) inicialmente exitoso finalmente fue derrotado debido a las innovaciones tecnológicas aliadas como el sonar, el radar y a que los aliados fueron capaces de descifrar el código Enigma.
Los grandes buques de superficie eran pocos en número debido a las limitaciones de construcción impuestas a Alemania por los tratados internacionales anteriores a 1935. Los llamados «acorazados de bolsillo» como el Admiral Graf Spee y el Admiral Scheer fueron importantes para atacar las líneas marítimas comerciales solo en el primer año de la guerra. Ningún portaaviones estaba operativo, ya que los líderes alemanes perdieron interés en el Graf Zeppelin, que se estaba construyendo y había sido botado en 1938, aunque nunca estuvo completamente operativo.

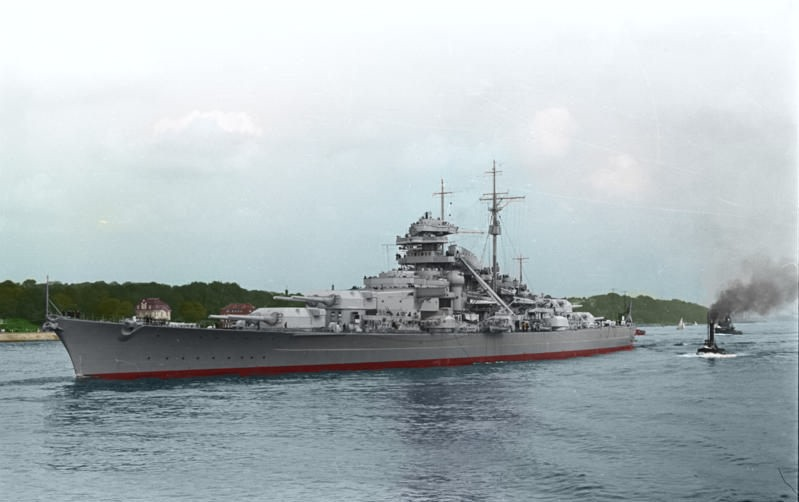
El acorazado alemán Bismarck en una foto coloreada de 1940

Tras la pérdida del poderoso acorazado alemán Bismarck en 1941 y con la enorme superioridad aérea aliada amenazando a los cruceros de batalla restantes en los puertos del Atlántico francés, se ordenó a los barcos que atravesaran en Canal de la Mancha de regreso a los puertos alemanes. A partir se entonces los principales buques de superficie alemanes operarían desde los fiordos a lo largo de la costa de Noruega, que había sido ocupada por los alemanes desde 1940, desde allí se dedicarían, durante el resto de la guerra, a amenazar a los convoyes de América del Norte que se dirigían al puerto soviético de Múrmansk donde transportaban ayuda militar sumamente necesaria para la amenazada Unión Soviética. Después del nombramiento del almirante Karl Dönitz como Gran Almirante de la Kriegsmarine (después de la Batalla del Mar de Barents), Alemania dejó de construir acorazados y cruceros en favor de los submarinos. Aunque para 1941, la armada ya había perdido varios de sus grandes barcos de superficie, que no pudieron reemplazarse durante la guerra.
La contribución más importante de la Kriegsmarine al esfuerzo de guerra alemán fue el despliegue de sus casi 1000 submarinos para atacar a los convoyes aliados. La estrategia naval alemana fue atacar los convoyes en un intento de evitar que Estados Unidos interfiriera en Europa y matar de hambre a los británicos. Karl Doenitz, el jefe de los submarinos, comenzó una guerra submarina sin restricciones que costó a los aliados 22.898 hombres y 1315 barcos. La guerra de submarinos siguió siendo costosa para los aliados hasta principios de la primavera de 1943, cuando los aliados comenzaron a utilizar eficaces contramedidas contra los submarinos, como el uso de grupos «cazador asesino», radares aerotransportados, torpedos y minas como el FIDO. La guerra submarina le costó a la Kriegsmarine 757 submarinos, con más de 30.000 tripulantes de submarinos muertos.

### Cooperación con las Waffen-SS

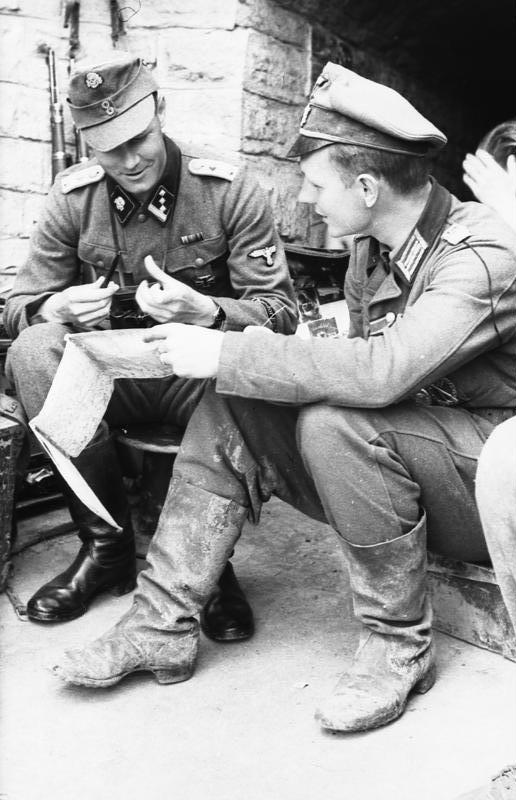
Un Oberleutnant de la Wehrmacht conversa con un Hauptsturmführer de las Waffen-SS en 1944

Al principio de la guerra, hubo fricciones entre las SS y el ejército, ya que el ejército temía que las SS intentaran convertirse en una parte legítima de las fuerzas armadas de la Alemania nazi, en parte debido a la lucha por el limitado suministro de armamento y suministros y el fanatismo percibido hacia Nazismo. Sin embargo, el 17 de agosto de 1938, Hitler codificó el papel de las SS y el ejército para poner fin a cualquier tipo de enemistad entre las dos ramas. El armamento de las SS debía «obtenerse de la Wehrmacht previo pago», sin embargo, «en tiempos de paz, no existe ninguna conexión organizativa con la Wehrmacht». Sin embargo, se permitió al ejército verificar el presupuesto de las SS e inspeccionar la preparación para el combate de las tropas de las SS. En caso de movilización, las unidades de campo de las Waffen-SS podrían ponerse bajo el control operativo del OKW o del OKH. Todas las decisiones con respecto a esto quedarían a discreción personal de Hitler.
Aunque siempre existió una cierta rivalidad entre las SS y la Wehrmacht, muchos oficiales de las SS eran ex oficiales del ejército, lo que aseguró la continuidad y el entendimiento entre los dos. A lo largo de la guerra, los soldados del ejército y las SS trabajaron juntos en diversas situaciones de combate, creando vínculos entre los dos grupos. Guderian señaló que cada día que continuaba la guerra, el Ejército y las SS se acercaban más. Hacia el final de la guerra, las unidades del ejército incluso serían puestas bajo el mando de las SS, en Italia y los Países Bajos.La relación entre la Wehrmacht y las SS mejoró; sin embargo, las Waffen-SS nunca fueron consideradas «la cuarta rama de la Wehrmacht».

## Fuerzas movilizadas

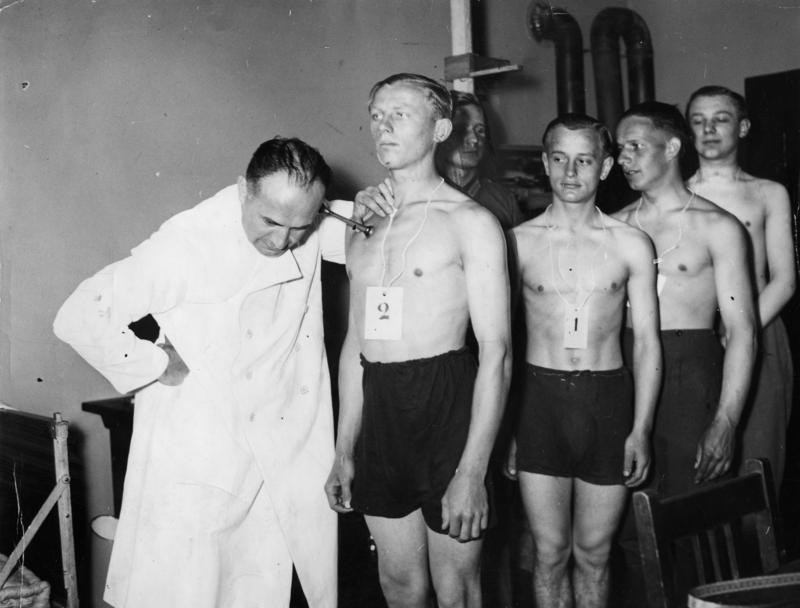
Inspección médica de reclutas alemanes

El reclutamiento para la Wehrmacht se logró mediante el alistamiento voluntario y el servicio militar obligatorio, con 1,3 millones de reclutas y 2,4 millones de voluntarios en el período 1935-1939. Se cree que el número total de soldados que sirvieron en la Wehrmacht durante su existencia desde 1935 hasta 1945 se acercó a los 18,2 millones. El liderazgo militar alemán originalmente tenía como objetivo obtener un ejército homogéneo, que poseyera los valores militares prusianos tradicionales. Sin embargo, con los constantes deseos de Hitler de aumentar el tamaño de la Wehrmacht, el Ejército se vio obligado a aceptar ciudadanos de clase y educación más bajos, disminuyendo la cohesión interna y nombrando oficiales que carecían de experiencia real en la guerra de conflictos anteriores, especialmente la Primera Guerra Mundial y la guerra civil española.
La efectividad del entrenamiento y reclutamiento de oficiales por parte de la Wehrmacht se ha identificado como un factor importante en sus primeras victorias, así como su capacidad para mantener la guerra tanto tiempo como lo hizo, incluso cuando la guerra se volvió contra Alemania.
A medida que se intensificó la Segunda Guerra Mundial, el personal de la Kriegsmarine y la Luftwaffe fue transferido cada vez más al ejército, y también se intensificaron los alistamientos «voluntarios» en las SS. Después de la Batalla de Stalingrado en 1943, los estándares de condición física y salud física para los reclutas alemanes se redujeron drásticamente, y el régimen llegó a crear batallones llamados de «dieta especial» para hombres con dolencias estomacales graves. El personal de retaguardia se enviaba con mayor frecuencia al servicio de primera línea siempre que era posible, especialmente durante los dos últimos años de la guerra, cuando el número de tropas disponible bajo enormemente.

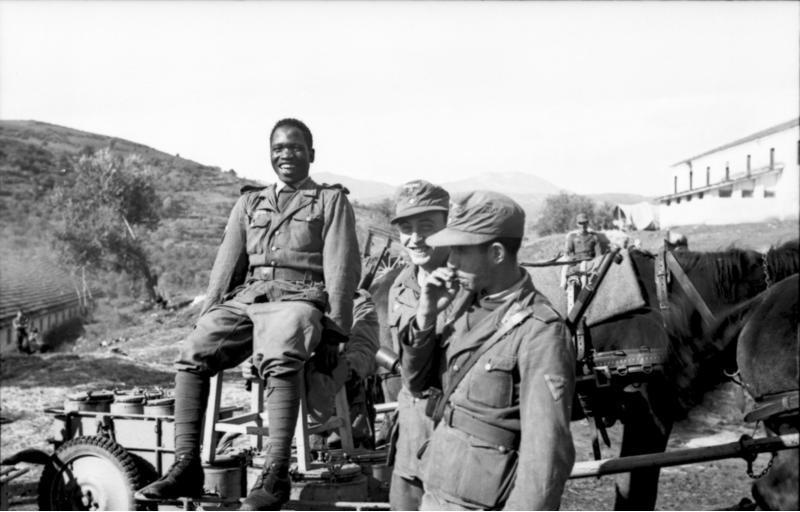
Un soldado afroárabe de la Legión Árabe Libre

Antes del inicio de la Segunda Guerra Mundial, la Wehrmacht se esforzó por seguir siendo una fuerza puramente étnica alemana; como tal, las minorías dentro y fuera de Alemania, como los checos en la Checoslovaquia anexada, quedaron exentas del servicio militar después de que Hitler tomara el poder en 1938. En general, los voluntarios extranjeros no eran aceptados en las fuerzas armadas alemanas antes de 1941. Con la invasión alemana de la Unión Soviética en 1941, las posiciones del gobierno cambiaron. Los propagandistas alemanes querían presentar la guerra no como una preocupación puramente alemana, sino como una cruzada multinacional contra lo que llamaban el bolchevismo judío. Por lo tanto, la Wehrmacht y las SS comenzaron a buscar reclutas de países ocupados y neutrales de toda Europa: las poblaciones germánicas de los Países Bajos y Noruega fueron reclutadas en gran parte por las SS, mientras que las personas «no germánicas» fueron reclutadas por la Wehrmacht. La naturaleza «voluntaria» de dicho reclutamiento era a menudo dudosa, especialmente en los últimos años de la guerra cuando incluso los polacos que vivían en el corredor polaco fueron declarados «alemanes étnicos» y reclutados.
Después de la derrota de Alemania en la batalla de Stalingrado, la Wehrmacht también hizo un uso sustancial de personal de la Unión Soviética, incluida la Legión Musulmana del Cáucaso, la Legión de Turquestán, los tártaros de Crimea, los ucranianos y rusos étnicos, los cosacos y otros que deseaban luchar contra la Unión Soviética o que fueron inducidos a unirse de cualquier otro modo. Entre 15 000 y 20 000 emigrados blancos anticomunistas que habían dejado Rusia después de la Revolución Rusa se unieron a las filas de la Wehrmacht y las Waffen-SS, con 1500 actuando como intérpretes y más de 10 000 sirviendo en la fuerza de guardia del Cuerpo Protector Ruso.
| Fuerzas movilizadas | Fuerzas movilizadas | Fuerzas movilizadas | Fuerzas movilizadas | Fuerzas movilizadas | Fuerzas movilizadas | Fuerzas movilizadas | Fuerzas movilizadas |
|                     | 1939                | 1940                | 1941                | 1942                | 1943                | 1944                | 1945                |
| ------------------- | ------------------- | ------------------- | ------------------- | ------------------- | ------------------- | ------------------- | ------------------- |
| Heer                | 3.737.000           | 4.550.000           | 5.000.000           | 5.800.000           | 6.550.000           | 6.510.000           | 5.300.000           |
| Luftwaffe           | 400.000             | 1.200.000           | 1.680.000           | 1.700.000           | 1.700.000           | 1.500.000           | 1.000.000           |
| Kriegsmarine        | 50.000              | 250.000             | 404.000             | 580.000             | 780.000             | 810.000             | 700.000             |
| Waffen–SS           | 35.000              | 50.000              | 150.000             | 230.000             | 450.000             | 600.000             | 830.000             |
| Total               | 4.220.000           | 6.050.000           | 7.234.000           | 8.310.000           | 9.480.000           | 9.420.000           | 7.830.000           |
| Fuente:             |                     |                     |                     |                     |                     |                     |                     |

En este cálculo no se incluyen las unidades del Volkssturm y las Juventudes Hitlerianas movilizadas. Si entendemos por soldado el individuo movilizado, correctamente instruido (al menos varias semanas, conocimiento de armas ligeras, orientación, fortificación, supervivencia, acción en equipo dentro de una unidad de combatientes), son más exactas las cifras de entre 7 y 8 millones (en cambio la Unión Soviética movilizó de 11 a 13 millones y Estados Unidos a otros 12 a 16 millones). El Heer, la Luftwaffe y las Waffen SS combatieron por casi toda Europa y norte de África. Solo al inicio de la operación barbarroja participaron unos tres millones de alemanes y cerca de 900 000 efectivos de tropas aliadas (470 000 finlandeses, 325 000 rumanos y 44 000 húngaros).

### Mujeres en la Wehrmacht

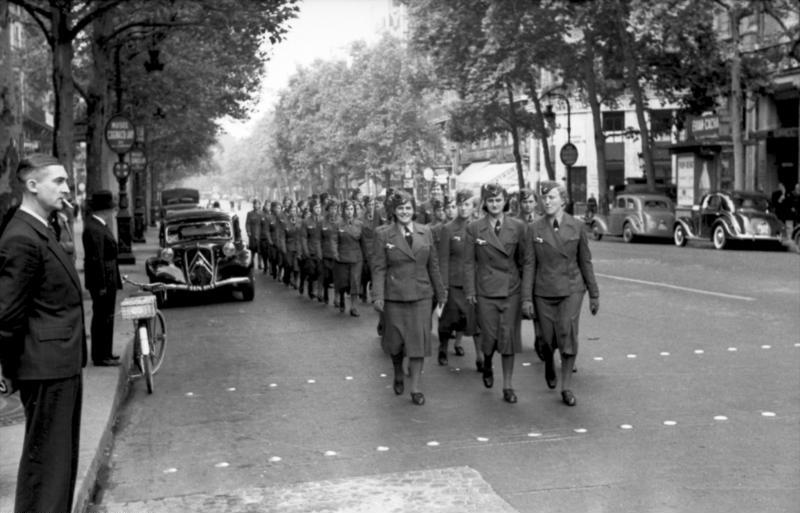
Wehrmachthelferinnen en la ocupada París en 1940

Al principio, las mujeres en la Alemania nazi no estaban involucradas en la Wehrmacht, ya que Hitler se opuso ideológicamente al reclutamiento de mujeres, afirmando que Alemania «no formaría ninguna sección de mujeres lanzagranadas ni ningún cuerpo de mujeres francotiradoras de élite». Sin embargo, con muchos hombres yendo al frente, las mujeres fueron colocadas en puestos auxiliares dentro de la Wehrmacht, llamados Wehrmachtshelferinnen, donde participaron en tareas como:
- Operadores de telefonía, telégrafo y transmisión.
- Administrativos, mecanógrafos y mensajeros.
- Operadores de equipos de escucha, en defensa antiaérea, proyectores operativos para defensa antiaérea, empleados dentro de los servicios de meteorología, y personal auxiliar de defensa civil
- Enfermeras voluntarias en el servicio de salud militar, como la Cruz Roja Alemana u otras organizaciones voluntarias.

Fueron colocadas bajo la misma autoridad que los (Hiwis), personal auxiliar del ejército (en alemán, Behelfspersonal) y asignadas a funciones dentro del Reich, y en menor medida, en los territorios ocupados, por ejemplo en el gobierno general de la Polonia ocupada, en la Francia de Vichy, y más tarde en Yugoslavia, Grecia y Rumanía.
Para 1945, 500 000 mujeres servían como Wehrmachtshelferinnen, la mitad de las cuales eran voluntarias, mientras que la otra mitad realizaba servicios obligatorios relacionados con el esfuerzo bélico (en alemán, Kriegshilfsdienst).

## Estructura de mando

Estructura de la Wehrmacht (1935–1938)

Estructura de la Wehrmacht (1939–1945)

Legalmente, el comandante en jefe de la Wehrmacht era Adolf Hitler en su calidad de jefe de Estado de Alemania, cargo que consiguió tras la muerte del presidente Paul von Hindenburg en agosto de 1934. Con la creación de la Wehrmacht en 1935, Hitler se convirtió en Comandante Supremo de las Fuerzas Armadas, conservando el cargo hasta su muerte por suicidio el 30 de abril de 1945. El título de comandante en jefe se le otorgó al ministro de la Reichswehr Werner von Blomberg, quien simultáneamente fue rebautizado como ministro de Guerra del Reich. Tras el escándalo Blomberg-Fritsch, Blomberg renunció y Hitler abolió el puesto de Ministerio de Guerra.Como reemplazo del ministerio, se puso en su lugar al Alto Mando de la Wehrmacht Oberkommando der Wehrmacht (OKW), bajo el mando del Mariscal de campo Wilhelm Keitel.
Situados bajo el mando del OKW estaban los altos mandos de tres ramas: Oberkommando des Heeres (OKH), Oberkommando der Marine (OKM) y Oberkommando der Luftwaffe (OKL). El OKW estaba destinado a servir como comando conjunto y coordinar todas las actividades militares, con Hitler a la cabeza. Aunque muchos oficiales superiores, como von Manstein, habían abogado por un verdadero Comando Conjunto de los tres servicios, o el nombramiento de un solo jefe de Estado Mayor Conjunto, Hitler se negó. Incluso después de la derrota en Stalingrado, afirmando que Göring, como Reichsmarschall y adjunto de Hitler, no se sometería a otra persona ni se vería a sí mismo como un igual a otros comandantes de servicio. Sin embargo, una razón más probable fue que Hitler temía que rompería su imagen de tener el «toque de Midas» con respecto a la estrategia militar.
Con la creación del OKW, Hitler consolidó su control sobre la Wehrmacht. Aunque mostró bastante moderación al comienzo de la guerra, también se involucró cada vez más en operaciones militares en todas las escalas.
Además, hubo una clara falta de cohesión entre los tres Altos Mandos y el OKW, ya que los generales superiores desconocían las necesidades, capacidades y limitaciones de las otras ramas. Con Hitler sirviendo como Comandante Supremo, los comandos de las distintas ramas a menudo se vieron obligados a luchar por la influencia de Hitler. Sin embargo, su gran influencia no solo provenía del rango y el mérito, sino también de quién Hitler percibía como leal, lo que llevó a una marcada rivalidad entre los diferentes servicios, en lugar de la cohesión necesaria entre sus asesores militares.

## Crímenes de guerra

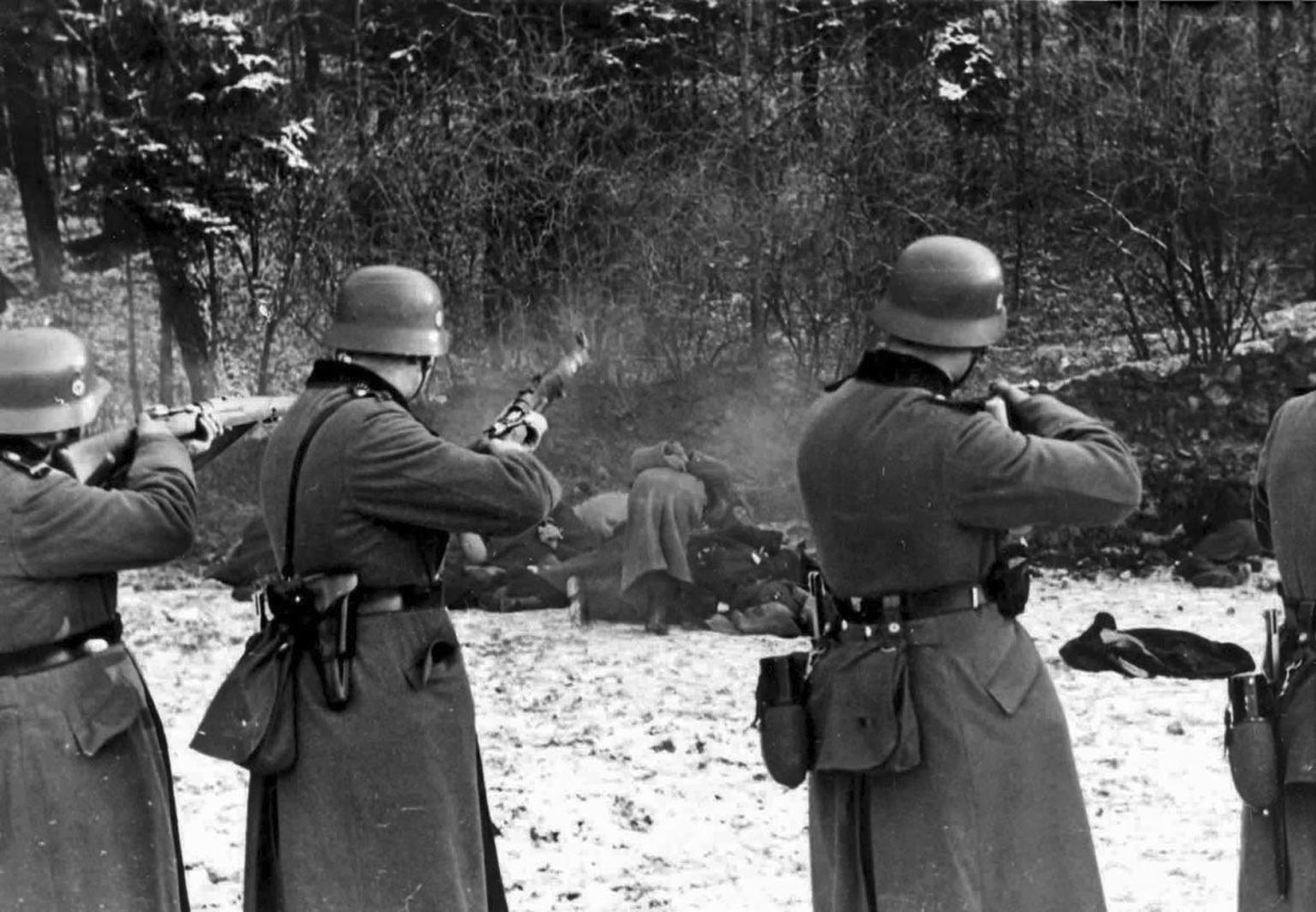
Miembros del Heer ejecutan a 56 judíos en Bochnia, cerca de Cracovia (Polonia) en 1939

La propaganda nazi había dicho a los soldados de la Wehrmacht que acabaran con los llamados subhumanos judíos bolcheviques, las hordas mongoles, el diluvio asiático y la bestia roja. Los principales perpetradores de la represión civil detrás de las líneas del frente entre las fuerzas armadas alemanas fueron los ejércitos «políticos» nazis alemanes (los SS-Totenkopfverbände, las Waffen-SS, y los Einsatzgruppen, que fueron responsables de asesinatos en masa, principalmente por la implementación de la llamada «Solución final de la cuestión judía» en los territorios ocupados), las fuerzas armadas tradicionales representadas por la Wehrmacht cometió y ordenó sus propios crímenes de guerra (véase, la Orden de los Comisario y el Decreto Barbarroja), particularmente durante la invasión de Polonia en 1939 y más tarde en la guerra contra la Unión Soviética.

### Cooperación con las Schutzstaffel
Antes del estallido de la guerra, Hitler informó a los oficiales superiores de la Wehrmacht que las acciones «que no serían del agrado de los generales alemanes» se llevarían a cabo en áreas ocupadas y les ordenó que «no debían interferir en tales asuntos sino limitarse a sus deberes militares». Algunos oficiales de la Wehrmacht inicialmente mostraron una fuerte aversión a las SS y objetaron que el ejército cooperara con las SS en la comisión de crímenes de guerra con las SS, aunque estas objeciones no estaban en contra de la idea de las atrocidades en sí mismas. Más tarde durante la guerra, las relaciones entre las SS y la Wehrmacht mejoraron significativamente. El soldado raso alemán no tuvo reparo alguno en cooperar con las SS, y con frecuencia, les ayudó a reunir a civiles para ejecutarlos.

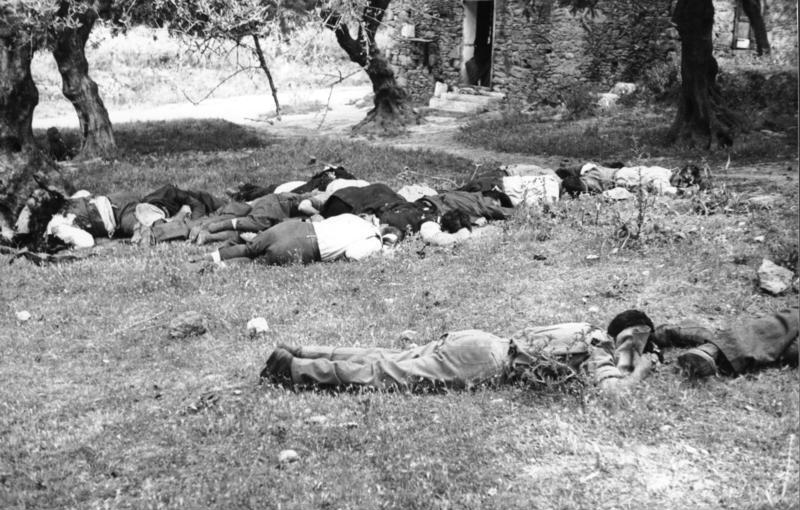
Civiles griegos ejecutados por paracaidistas alemanes en Kondomari

El jefe del Estado Mayor del Alto Mando del Ejército Alemán (OKH) Franz Halder jugó un papel decisivo en la posterior preparación e implementación de crímenes de guerra durante la invasión de la Unión Soviética. Hizo que su personal redactara tanto la Orden de los Comisarios como el Decreto Barbarroja sin ninguna instrucción previa o interferencia por parte de Hitler. El autor de dichas órdenes fue el general Eugen Müller, quien informó sobre su trabajo directamente a Halder. La Orden de los Comisarios especificaba que los comisarios políticos debían ser ejecutados inmediatamente después de ser capturados. Halder también insistió en que se incluyera una cláusula al Decreto Barbarroja que otorgaba a los oficiales el derecho de arrasar pueblos enteros y ejecutar a sus habitantes. El decreto eximió a los soldados de cualquier forma de enjuiciamiento por crímenes de guerra cometidos en el Este. Dicho decreto, no tenía un objetivo específico: los ciudadanos soviéticos podían ser asesinados en cualquier momento y por cualquier motivo. Hasta entonces únicamente las SS podían matar a ciudadanos sin temor a un procesamiento posterior. Estas órdenes permitieron a los oficiales de todo el ejército ejecutar a ciudadanos sin temor a posibles responsabilidades.
El teniente Helmuth Groscurth mostró copias de estas órdenes a dos opositores al régimen, el general Ludwig Beck y el diplomático Ulrich von Hassell. «Pone los pelos de punta [escribió Hassell en su diario] saber las medidas que han de aplicarse en Rusia, y la sistemática transformación de la ley militar concerniente a la población conquistada en un despotismo descontrolado, en verdad una caricatura de toda ley. Este tipo de cosas transforma al alemán en un ser que solo había existido en la propaganda enemiga.» Aunque hubo algunos comandantes que se negaron a transmitir estas órdenes entre sus soldados otros muchos, en realidad la práctica mayoría, no tuvieron tales escrúpulos, como el comandante del 6.º Ejército, el mariscal Walter von Reichenau o el comandante del 4.º Ejército Panzer, el general Hermann Hoth que declaróː «la aniquilación de esos mismos judíos que apoyan el bolchevismo y su organización para el asesinato, los partisanos, es una medida de autoprotección.» El historiador israelí Omer Bartov describió las órdenes como «la barbarización de la guerra».

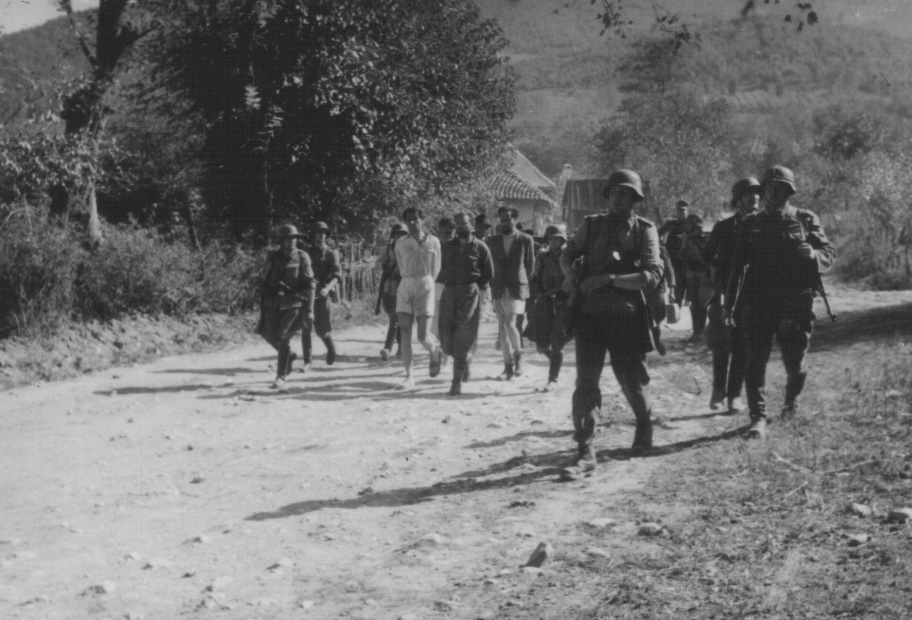
Tropas alemanas obligan a marchar a civiles yugoslavos hacia la ejecución

La cooperación entre las SS, los Einsatzgruppen y la Wehrmacht implicó el suministro de armas, municiones, equipo, transporte e incluso alojamiento a los escuadrones de la muerte. Los combatientes partisanos, judíos y comunistas se convirtieron en enemigos del régimen nazi y fueron perseguidos y exterminados por los Einsatzgruppen y la Wehrmacht por igual, algo revelado en numerosas entradas de diarios de campo de los soldados alemanes y en miles de fotos. Cientos de miles, quizás millones, de civiles soviéticos murieron de inanición cuando los alemanes requisaron alimentos para sus ejércitos y forraje para sus caballos de tiro. Según el historiador Thomas Kühne: «se estima que entre 300 000 y 500 000 personas murieron durante la guerra de seguridad nazi de la Wehrmacht en la Unión Soviética» (véase Plan Hambre).
Mientras escuchaban en secreto las conversaciones de los generales alemanes capturados, los funcionarios británicos se dieron cuenta de que el ejército alemán había participado en las atrocidades y matanzas masivas de judíos y era culpable de crímenes de guerra. Los funcionarios estadounidenses se enteraron de las atrocidades cometidas por la Wehrmacht de la misma manera. Las conversaciones grabadas de los soldados detenidos como prisioneros de guerra revelaron cómo algunos de ellos participaron voluntariamente en ejecuciones masivas.

### Crímenes contra los civiles
Durante la guerra, la Wehrmacht cometió numerosos crímenes de guerra contra la población civil en los países ocupados. Esto incluye masacres de civiles y funcionamiento forzoso de burdeles en áreas ocupadas. Las masacres vendrían en muchos casos como represalias por actos de resistencia. Con estas represalias, la respuesta de la Wehrmacht variaría en severidad y método, dependiendo de la escala de resistencia y si fue en Europa del Este o del Oeste. A menudo, el número de rehenes a los que se debía disparar se calculaba en función de una proporción de cien rehenes ejecutados por cada soldado alemán muerto y cincuenta rehenes ejecutados por cada soldado alemán herido. Otras veces, los civiles eran detenidos y fusilados con ametralladoras.
Los alemanes reservaban un odio especial para los partisanos, construían cadalsos en cada pueblo, pero los ahorcamientos públicos eran piadosos en comparación con las torturas que sufrieron muchos cautivos; los alemanes les rompían los dedos, les quemaban vivos y amputaban los pechos a las mujeres antes asesinarlos. Cualquier persona mínimamente sospechosa de apoyar a los partisanos corría el peligro de sufrir una muerte horrible. En muchas localidades sospechosas de apoyar a los partisanos los alemanes prendían fuego a las casas y disparaban a las ventanas y puertas para asegurarse que ningún habitante saliera con vida. Hitler apoyaba esta política: «esta guerra de partisanos tiene sus ventajas», dijo a sus asociados. «Nos da la oportunidad de exterminar a quienquiera que se nos oponga».

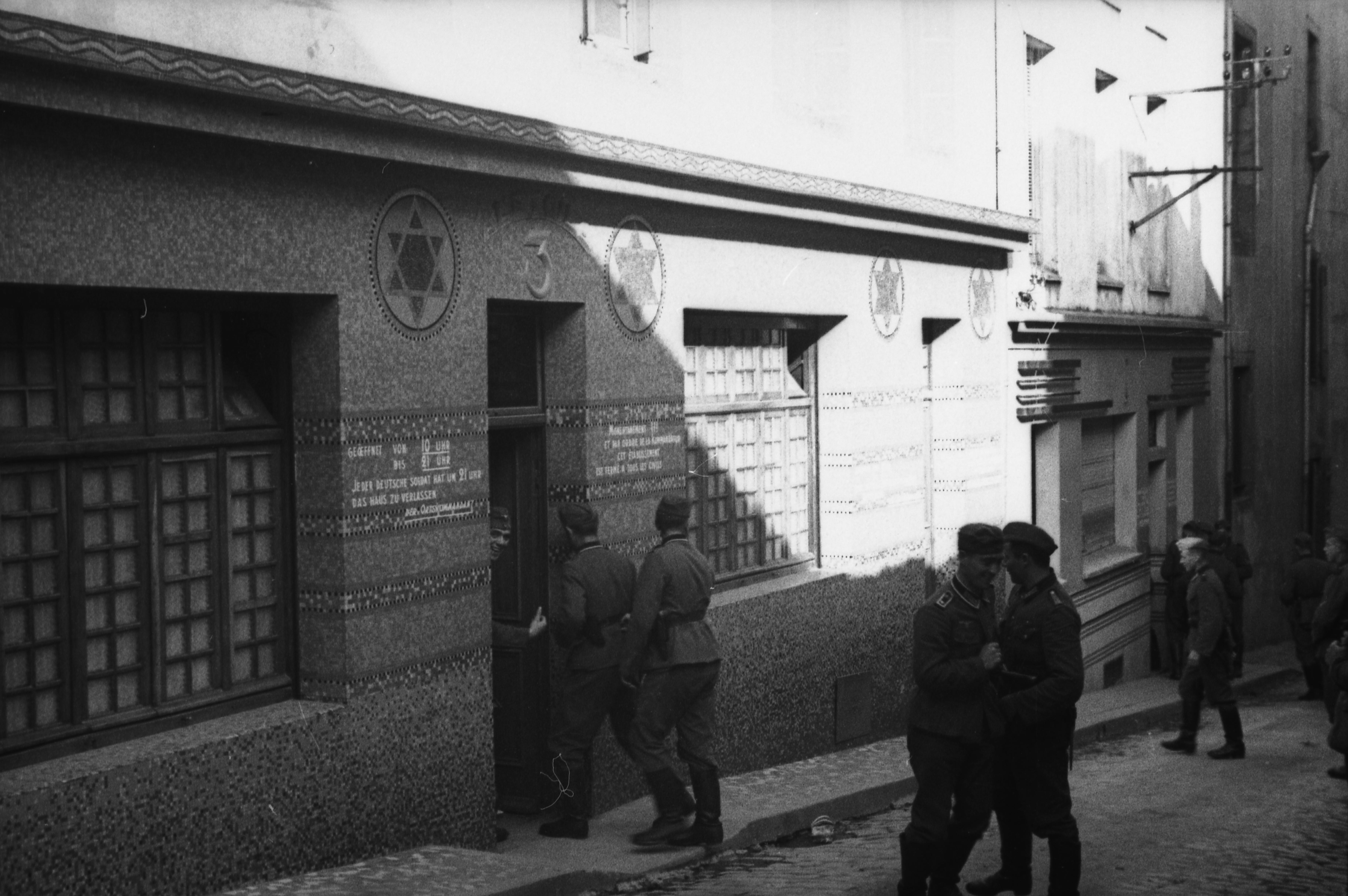
Una sinagoga que se utilizó como burdel. Mujeres y adolescentes fueron secuestradas por la Wehrmacht para ser utilizadas como esclavas sexuales. Las mujeres eran violadas por hasta 32 hombres por día a un costo nominal de tres Reichsmark.

La Bielorrusia soviética ha sido descrita como «el lugar más mortífero de la tierra entre 1941 y 1944». Uno de cada tres bielorrusos murió durante la Segunda Guerra Mundial. El Holocausto se llevó a cabo cerca de los pueblos donde vivía la población. Muy pocas de las víctimas murieron en centros de exterminio como Auschwitz. La mayoría de los judíos soviéticos vivían en un área del oeste de Rusia que anteriormente se conocía como la Zona de Asentamiento. Inicialmente, a la Wehrmacht se le encomendó la tarea de ayudar a los Einsatzgruppen. En el caso de la masacre de Krupki, esto implicó que el ejército hiciera marchar a la población judía, de aproximadamente 1000 personas, una milla y media para encontrarse con sus verdugos de las SS. Los frágiles y enfermos fueron llevados en un camión y los que se extraviaron fueron asesinados a tiros. Las tropas alemanas custodiaban el lugar y, junto a las SS, disparaban contra los judíos que luego caían en un pozo. Krupki fue una de las muchas atrocidades de este tipo; la Wehrmacht fue un completo socio en el asesinato masivo industrializado.
Se establecieron burdeles militares alemanes en gran parte de la Europa ocupada. En muchos casos en Europa del Este, mujeres y adolescentes fueron secuestradas en las calles durante redadas militares y policiales alemanas y utilizadas como esclavas sexuales. Las mujeres eran violadas por hasta treinta y dos hombres por día a un costo nominal de tres Reichsmarks. Un conductor suizo de una misión de la Cruz Roja, Franz Mawick, escribió sobre lo que vio en 1942:

Alemanes uniformados ... miran fijamente a las mujeres y niñas de entre 15 y 25 años. Uno de los soldados saca una linterna de bolsillo y la enfoca directamente en los ojos de una de las mujeres. Las dos mujeres nos miran con sus rostros pálidos, expresando cansancio y resignación. El primero tiene unos 30 años. ¿Qué busca esta vieja puta por aquí? - se ríe uno de los tres soldados. 'Pan señor' - pregunta la mujer... 'Tienes una patada en el culo, no pan' - responde el soldado. La dueña de la linterna vuelve a dirigir la luz sobre los rostros y cuerpos de las niñas ... La más joven tiene quizás 15 años ... Le abren el abrigo y comienzan a manosearla. 'Esta es ideal para la cama' - dice.

La escritora Úrsula Schele estimó que unos diez millones de mujeres en la Unión Soviética podrían haber sido violadas por la Wehrmacht y que una de cada diez podía haberse quedado embarazada como resultado. Según un estudio de los historiadores Alex J. Kay y David Stahel, la mayoría de los soldados de la Wehrmacht desplegados en la Unión Soviética participaron en la comisión de crímenes de guerra.

### Crímenes contra los prisioneros de guerra

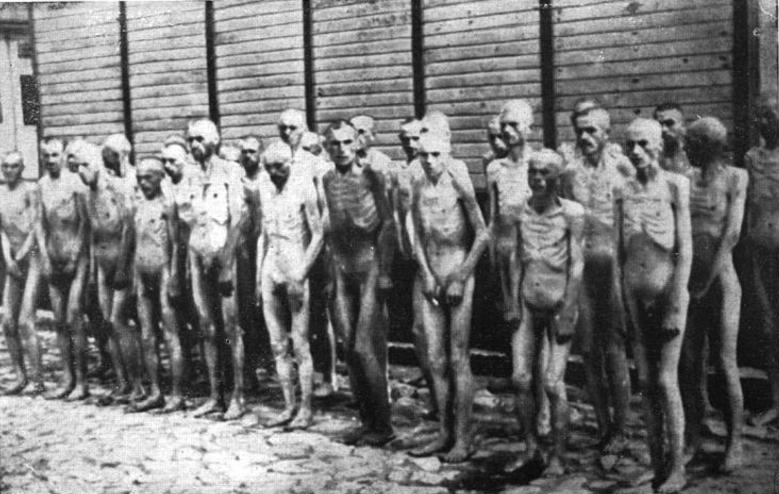
Prisioneros de guerra soviéticos en el campo de concentración de Mauthausen-Gusen

Las pérdidas soviéticas durante el conjunto de la Segunda Guerra Mundial, son de más de 6,8 millones de militares muertos en combate y más de 3,8 millones de prisioneros y milicianos muertos en cautiverio o en campos de exterminio alemanes o aproximadamente el 57 % de los prisioneros. El tratamiento dado por los alemanes a los prisioneros de guerra soviéticos fue dramáticamente diferente del dado a los prisioneros de guerra de Gran Bretaña y los Estados Unidos. De los 231 000 prisioneros británicos y estadounidenses encarcelados por los alemanes durante la guerra, solamente 8300 — 3,6 % -- murieron en manos de los alemanes. Por otro lado de 2 389 600 prisioneros alemanes capturados por los soviéticos durante toda la guerra unos 450 600 murieron durante su cautiverio, una cifra sensiblemente inferior.
Joachim Lemelsen comandante del XLVII Cuerpo Motorizado, informó al Alto Mando de la Wehrmacht sobre las ejecuciones indiscriminadas de prisioneros de guerra soviéticos durante las primeras fases de la operación Barbarroja:

Me estoy enterando reiteradamente de fusilamientos de prisioneros o desertores, realizados de manera irresponsable, insensata y criminal. Esto es un asesinato. Pronto los rusos se daran cuenta de los innumerables cadáveres que yacen a lo largo de las rutas de avance de nuestros soldados, sin armas y con las manos en alto, despachados a quemarropa con disparos en la cabeza. El resultado será que el enemigo se esconderá en los bosques y campos y continuará luchando, y perderemos innumerables camaradas.

### Organización criminal y genocida

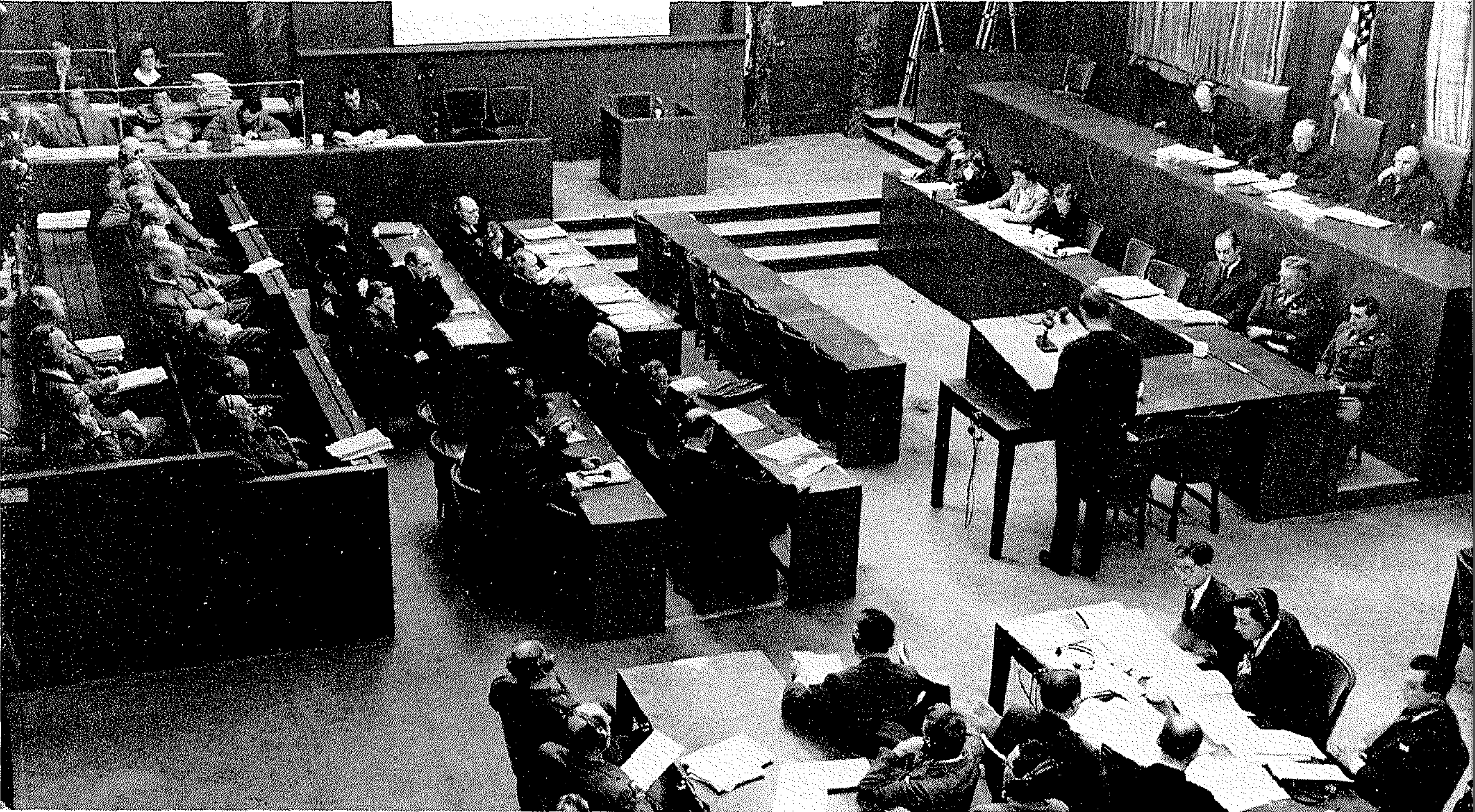
Sala de audiencias del Juicio del Alto Mando

Entre los historiadores alemanes, la percepción de que la Wehrmacht había participado en las atrocidades de la guerra, particularmente en el Frente Oriental, creció a finales de los años setenta y ochenta. En la década de 1990, la concepción pública en Alemania estuvo influenciada por reacciones controvertidas y debates sobre la exhibición de temas de crímenes de guerra.
El historiador Omer Bartov, un destacado experto en la Wehrmacht escribió en 2003 que la Wehrmacht era un instrumento voluntario de genocidio y que no es cierto que fuera una fuerza de combate profesional y apolítica que solo tenía unas pocas «manzanas podridas». Bartov argumenta que lejos de ser el «escudo inmaculado», como afirmaron los sucesivos apologistas alemanes después de la guerra, la Wehrmacht era una organización criminal. Asimismo, el historiador Richard J. Evans, destacado experto en historia alemana moderna, escribió que la Wehrmacht era una organización genocida. El historiador Ben H. Shepherd escribe que «Ahora existe un claro acuerdo entre los historiadores de que la Wehrmacht alemana ... se identificó fuertemente con el nacionalsocialismo y se involucró en la criminalidad del Tercer Reich». El historiador británico Ian Kershaw concluye que el deber de la Wehrmacht era garantizar que las personas que cumplieran con los requisitos de Hitler de ser parte del Herrenvolk ario ("raza maestra aria") tuvieran espacio para vivir. A este respecto escribió que:

La revolución nazi fue más amplia que el Holocausto. Su segundo objetivo era eliminar a los eslavos de Europa central y oriental y crear un Lebensraum para los arios. En el Frente Oriental, la mayoría de sus tres millones de hombres, desde generales hasta soldados ordinarios, ayudaron a exterminar a los soldados y civiles eslavos capturados. Esto fue a veces mediante el asesinato frío y deliberado de individuos (como con los judíos), a veces mediante brutalidad y negligencia generalizadas... Las cartas y memorias de los soldados alemanes revelan su terrible razonamiento: los eslavos eran la 'horda asiático-bolchevique', una horda inferior pero amenazante.

Numerosos oficiales de alto rango de la Wehrmacht, incluidos Hermann Hoth, Georg von Küchler, Georg-Hans Reinhardt, Karl von Roques, Walter Warlimont, entre otros, fueron condenados por crímenes de guerra y crímenes de lesa humanidad en el Juicio del Alto Mando y recibieron sentencias que van desde tiempo cumplido hasta cadena perpetua.

## Resistencia de miembros de la Wehrmacht al nazismo

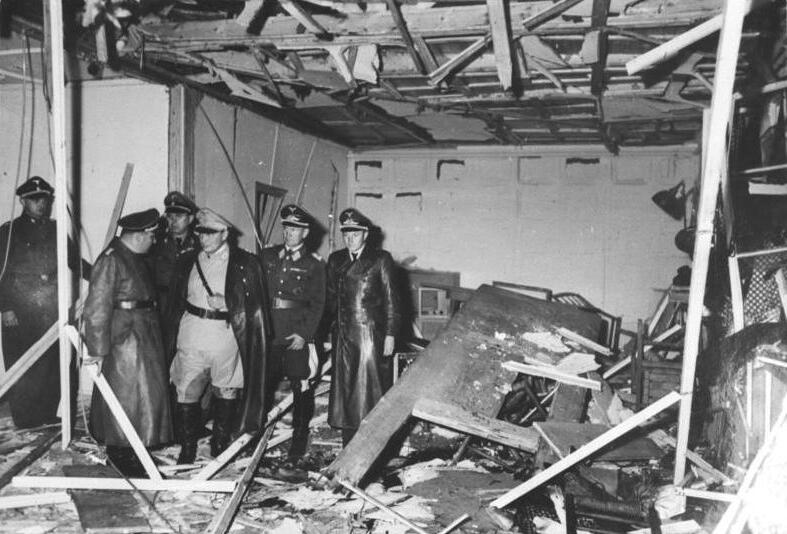
Martin Bormann, Hermann Göring y Bruno Loerzer observan los daños causado por la bomba colocada por Claus von Stauffenberg para matar a Hitler

Inicialmente, hubo poca resistencia dentro de la Wehrmacht, ya que Hitler se opuso activamente al Tratado de Versalles e intentó recuperar el honor del ejército. La primera gran resistencia comenzó en 1938 con la conspiración de Zossen, donde varios miembros del ejército querían sacar a Hitler del poder, ya que temían que una guerra con Checoslovaquia destruiría Alemania. Sin embargo, tras el éxito de las primeras campañas en Polonia, Escandinavia y Francia, se restableció la fe en Hitler. Con la derrota en Stalingrado, la confianza en el liderazgo de Hitler comenzó a decaer. Esto provocó un aumento de la resistencia dentro de las fuerzas armadas. La resistencia culminó con el complot del 20 de julio (1944), cuando un grupo de oficiales dirigido por Claus von Stauffenberg intentó asesinar a Hitler. El intento fracasó, lo que resultó en la ejecución de 4980 personas y el saludo militar estándar fue reemplazado por el saludo nazi.
Algunos miembros de la Wehrmacht salvaron a judíos y no judíos de los campos de concentración y/o asesinatos en masa. Anton Schmid, un sargento del ejército, ayudó a entre 250 y 300 hombres, mujeres y niños judíos a escapar del gueto de Vilna en Lituania. Fue sometido a consejo de guerra y ejecutado. Albert Battel, un oficial de reserva estacionado cerca del gueto de Przemyśl, bloqueó la entrada de un destacamento de las SS. Luego evacuó hasta 100 judíos y sus familias a los cuarteles del comando militar local y los colocó bajo su protección. Wilm Hosenfeld, un capitán del ejército en Varsovia, ayudó, escondió o rescató a varios polacos, incluidos judíos, en la Polonia ocupada. Entre las personas que ayudó se encontraba el compositor polaco-judío Władysław Szpilman, que se escondía entre las ruinas de la ciudad, proporcionándole comida y agua.
De acuerdo con el historiador alemán Wolfram Wette, solo se sabe de tres soldados de la Wehrmacht que fueron ejecutados por ayudar a judíos: Anton Schmid, Friedrich Rath y Friedrich Winking.

## Pérdidas de laWehrmacht

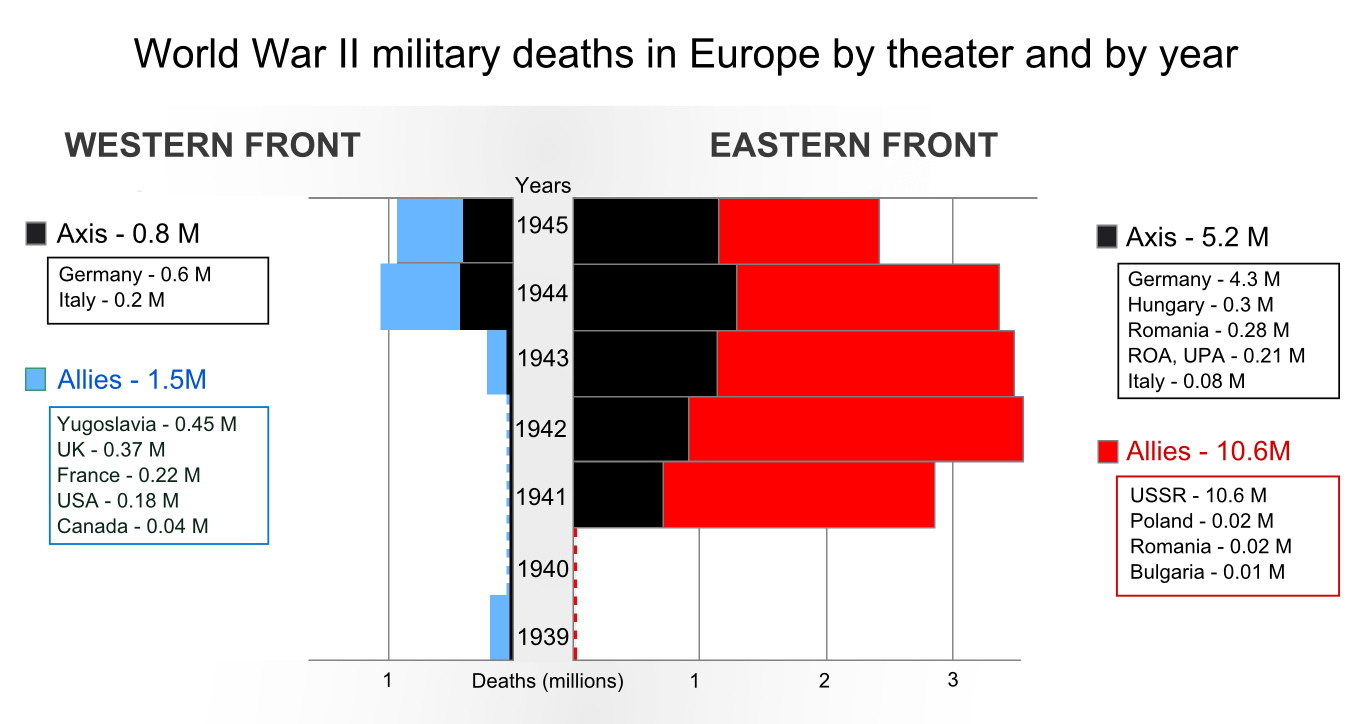
La Wehrmacht perdió más del 80 % de sus tropas en combate contra la Unión Soviética.

#### Pérdidas definitivas (muertos, desaparecidos o lisiados).[162]
| Fecha                                           | Muertos                                                 |
| ----------------------------------------------- | ------------------------------------------------------- |
| 1 de septiembre de 1939-1 de septiembre de 1942 | 922 000 (14 % de la fuerza total, un 90 % en el Este)   |
| 1 de septiembre de 1942-20 de noviembre de 1943 | 2 077 000 (30 % de la fuerza total, un 90 % en el Este) |
| 20 de noviembre de 1942-junio de 1944           | 1 500 000 (un 80 % en el Este)                          |
| junio-noviembre de 1944                         | 1 457 000 (un 62 % en el Este)                          |
| diciembre de 1944-30 de abril de 1945           | 2 000 000 (un 67 % en el Este)                          |
| Total                                           | 7 956 000                                               |

#### Bajas durante la guerra (muertos, heridos y prisioneros)
En total a 30 de abril de 1945 las bajas de la Wehrmacht ascendían a 11 135 800 incluidos 6 035 000 heridos; Las pérdidas totales de todas las Fuerzas Armadas alemanas hasta el final de la guerra ascendieron a 13 448 000 incluidos los heridos (el 75 % del total de los efectivos movilizados) de los cuales las pérdidas permanentes (muertos y desaparecidos) solo en el Frente Oriental ascendieron a 6 923 700.
| Nación    | Muertos | Prisioneros | Total     |
| --------- | ------- | ----------- | --------- |
| Finlandia | 84 000  | 2400        | 86 400    |
| Hungría   | 350 000 | 513 700     | 863 700   |
| Italia    | 45 000  | 48 900      | 93 900    |
| Rumanía   | 480 000 | 201 800     | 681 800   |
| Total     | 959 000 | 766 800     | 1 725 800 |

| Nación    | Prisioneros | Muertos durante su cautiverio |
| --------- | ----------- | ----------------------------- |
| Alemania  | 2 389 600   | 450 600                       |
| Austria   | 156 000     | -                             |
| Hungría   | 513 700     | 54 700                        |
| Rumanía   | 201 800     | 40 000                        |
| Italia    | 48 975      | -                             |
| Finlandia | 2400        | -                             |
| Otros     | 464 147     | -                             |
| Total     | 3 777 290   | 545 300                       |

En su conjunto las pérdidas totales de la Wehrmacht durante la Segunda Guerra Mundial fueron de 13 488 000 entre muertos, heridos y prisioneros. De los cuales, 10 758 000 cayeron, resultaron heridos o fueron hechos prisioneros en el Este. Además de las pérdidas, a manos de los elementos y los combates contra los enemigos, al menos 20 000 soldados fueron ejecutados según sentencia de un tribunal militar. En comparación el Ejército Rojo ejecutó a 135 000 soldados, Francia a 102, los Estados Unidos a 146 y el Reino Unido a 40.

## Después de la guerra

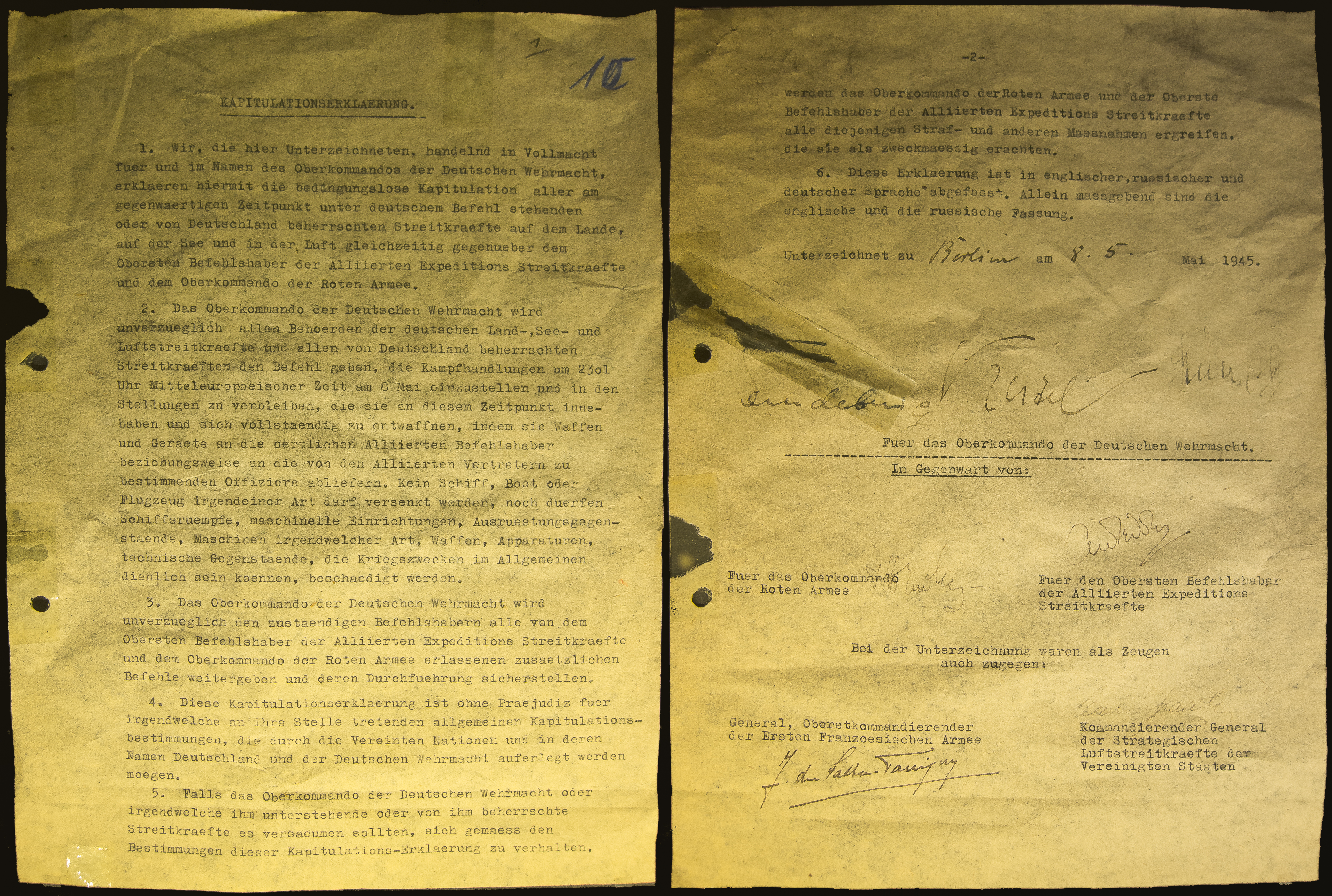
Instrumento de rendición alemán, 8 de mayo de 1945 (Museo Alemán-Ruso)

Tras la rendición incondicional de Alemania, que entró en vigor el 8 de mayo de 1945, algunas unidades de la Wehrmacht permanecieron activas, ya sea de forma independiente (por ejemplo, en Noruega) o bien bajo el mando aliado como fuerzas policiales. La última unidad de la Wehrmacht que quedó bajo control aliado fue una estación meteorológica aislada en Svalbard, que se rindió formalmente a un barco de socorro noruego el 4 de septiembre.
El 20 de septiembre de 1945, con la Proclamación N.º 2 del Consejo de Control Aliado (ACC), «todas las fuerzas terrestres, navales y aéreas alemanas, las SS, SA, SD y la Gestapo, con todas sus organizaciones, personal e instituciones, incluyendo el Estado Mayor General, el cuerpo de Oficiales, el Cuerpo de Reserva, las escuelas militares, las organizaciones de veteranos de guerra y todas las demás organizaciones militares y cuasi militares, junto con todos los clubes y asociaciones que sirven para mantener viva la tradición militar en Alemania, deberán ser completa y finalmente abolida de acuerdo con los métodos y procedimientos establecidos por los Representantes Aliados». La Wehrmacht fue disuelta oficialmente por la Ley ACC 34 el 20 de agosto de 1946, que declaraba que el OKW, el OKH, el Ministerio de Aviación y el OKM estaban «disueltos, completamente liquidados y declarados ilegales».

### Negacionismo histórico
Poco después del final de la guerra, antiguos oficiales de la Wehrmacht, grupos de veteranos y varios autores de extrema derecha comenzaron a afirmar que la Wehrmacht era una organización apolítica que era en gran parte inocente de los crímenes de guerra y los crímenes de lesa humanidad cometidos por la Alemania nazi. Intentando beneficiarse del mito de la honorabilidad de la Wehrmacht, los veteranos de las Waffen-SS declararon que la organización había sido virtualmente una rama de la Wehrmacht y, por lo tanto, había luchado tan «honorablemente» como ella. Su organización de veteranos, HIAG, intentó cultivar el mito de que sus soldados habían sido «Soldados como cualquier otro».

### Ejércitos de posguerra

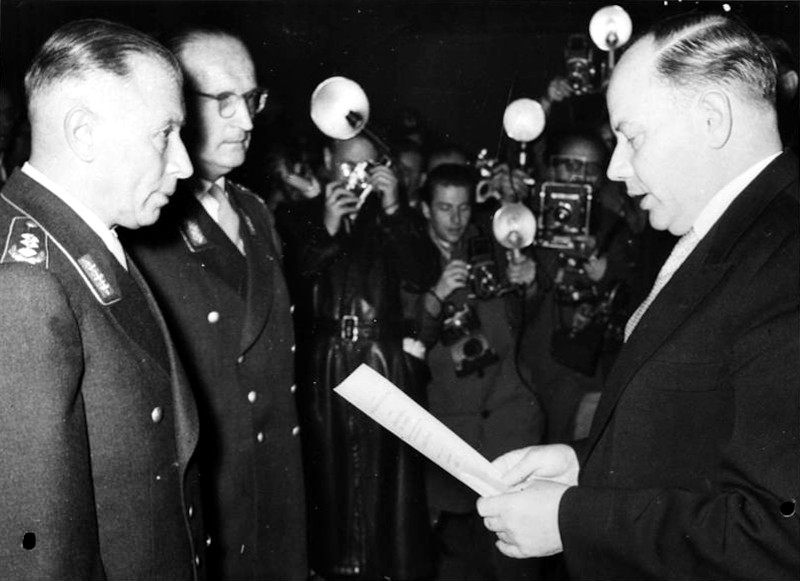
Los antiguos generales de la Wehrmacht Adolf Heusinger y Hans Speidel prestan juramento en la recién fundada Bundeswehr el 12 de noviembre de 1955

Tras el final de la guerra y la división de Alemania, muchos antiguos oficiales de la Wehrmacht y las SS en Alemania Occidental temieron una posible invasión soviética del país. Para combatir esto, varios oficiales prominentes crearon un ejército secreto, desconocido para el público en general y sin mandato del Concejo de Control Aliado o del gobierno de Alemania Occidental.
A mediados de la década de 1950, las tensiones de la Guerra Fría llevaron a la creación de fuerzas militares separadas en la República Federal de Alemania y en la República Democrática Alemana. El ejército de Alemania Occidental, creado oficialmente el 5 de mayo de 1955, adoptó el nombre de Bundeswehr ('Defensa Federal'). Su homólogo de Alemania Oriental, creado el 1 de marzo de 1956, tomó el nombre de Ejército Popular Nacional (en alemán: Nationale Volksarmee). Ambas organizaciones emplearon a muchos antiguos miembros de la Wehrmacht, particularmente en sus años de formación, aunque ninguna de las organizaciones se consideraba sucesora de la Wehrmacht. Sin embargo, según el historiador Hannes Heer «a los alemanes todavía les resulta difícil afrontar abiertamente su pasado nazi», ya que de las cincuenta bases militares que llevan el nombre de soldados de la Wehrmacht, sólo dieciséis han cambiado de nombre.
Los veteranos de la Wehrmacht en Alemania Occidental han recibido pensiones del gobierno a través de la Ley de Asistencia a las Víctimas de la Guerra (en alemán: Bundesversorgungsgesetz). Según The Times of Israel, «Los beneficios llegan a través de la Ley Federal de Pensiones, que fue aprobada en 1950 para apoyar a las víctimas de la guerra, ya sean civiles o veteranos de la Wehrmacht o las Waffen-SS».

### Libros
- Allert, Tilman (2009). The Hitler Salute: On the Meaning of a Gesture. Picador. ISBN 9780312428303.
- Allied Control Authority (1946a). Enactments and Approved Papers of the Control Council and Coordinating Committee I.
- Allied Control Authority (1946b). Enactments and Approved Papers of the Control Council and Coordinating Committee IV.
- Armbrüster, Thomas (2005). Management and Organization in Germany. Ashgate Publishing. ISBN 978-0-7546-3880-3.
- Atkinson, Rick (2002). An Army at Dawn: The War in North Africa, 1942–1943. Abacus. ISBN 0-349-11636-9.
- Balfour, Michael (2005). Withstanding Hitler. New York: Routledge. ISBN 0-415-00617-1.
- Barr, W. (2009). «Wettertrupp Haudegen: The last German Arctic weather station of World War II: Part 2». Polar Record 23 (144). doi:10.1017/S0032247400007142.
- Bartov, Omer (1986). The Eastern Front, 1941–45: German Troops and the Barbarisation of Warfare. New York: St. Martin's Press. ISBN 0-312-22486-9.
- Bartov, Omer (1991). Hitler's Army: Soldiers, Nazis, and War in the Third Reich. New York: Oxford University Press. ISBN 0-19-506879-3.
- Bartov, Omer (1999). «Soldiers, Nazis and War in the Third Reich».  En Leitz, Christian, ed. The Third Reich: The Essential Readings. London: Blackwell. pp. 129-150. ISBN 0-631-20700-7.
- Bartov, Omer (2003). Germany's War and the Holocaust: Disputed Histories. Ithaca: Cornell University Press. ISBN 0-631-20700-7.
- Bartrop, Paul R. (2016). Resisting the Holocaust: Upstanders, Partisans, and Survivors. ABC-CLIO. ISBN 9781610698788.
- Bell, P.M.H. (2011). Twelve Turning Points of the Second World War. New Haven and London: Yale University Press. ISBN 978-0300187700.
- Beorn, Waitman (2014). Marching into Darkness. London, UK: Harvard University Press. ISBN 978-0-674-72550-8.
- Beyda, Oleg (2014). «'Iron Cross of the Wrangel's Army': Russian Emigrants as Interpreters in the Wehrmacht». The Journal of Slavic Military Studies 27 (3): 430-448. doi:10.1080/13518046.2014.932630.
- Bickford, Andrew (2011). Fallen Elites: The Military Other in Post–Unification Germany. Stanford: Stanford University Press. ISBN 978-0804773966.
- Biess, Frank (2006). Homecomings: returning POWs and the legacies of defeat in postwar Germany. Princeton University Press. ISBN 0-691-12502-3.
- Bidlingmaier, Gerhard (1971). «KM Admiral Graf Spee». Warship Profile 4. Windsor, England: Profile Publications. pp. 73-96. OCLC 20229321.
- Böhler, Jochen (2006). Auftakt zum Vernichtungskrieg. Die Wehrmacht in Polen 1939 (en alemán). Frankfurt: Fischer Taschenbuch Verlag. ISBN 3-596-16307-2.
- Bönisch, Georg; Wiegrefe, Klaus (2008). «Schandfleck der Geschichte». Der Spiegel (en alemán) 15: 50-52. Consultado el 15 de enero de 2019.
- Broszat, Martin (1985). The Hitler State: The Foundation and Development of the Internal Structure of the Third Reich. London: Longman. ISBN 0-582-48997-0.
- Broszat, Martin; Buchheim, Hans; Jacobsen, Hans-Adolf; Krausnick, Helmut (1999). Anatomie des SS-Staates Vol.1 (en alemán). München: Deutscher Taschenbuch Verlag.
- Cooper, Matthew (1981). The German Air Force, 1933–1945: An Anatomy of Failure. Jane's Publications. ISBN 978-0-53103-733-1.
- Corrigan, Gordon (2011). The Second World War: a Military History. London: Atlantic. ISBN 978-0-857-89135-8.
- Craig, Gordon (1980). Germany, 1866–1945. Oxford and New York: Oxford University Press. ISBN 0-19-502724-8.
- Hastings, Max (2011). Inferno: The World at War, 1939-1945. New York: Alfred A. Knopf. ISBN 978-0-307-27359-8.
- Darling, Kev (2008). Aircraft of the 8th Army Air Force 1942–1945. USAAF Illustrated. Big Bird Aviation. ISBN 978-0-9559840-0-6.
- Datner, Szymon (1964). Crimes against Prisoners-of-War: Responsibility of the Wehrmacht. Warszawa: Zachodnia Agencja Prasowa. OCLC 5975828.
- Datner, Szymon (1964). 55 Dni Wehrmachtu w Polsce [55 days of the Wehrmacht in Poland] (en polaco). Warszawa: Wydawn, Ministerstwa Obrony Narodowej. OCLC 5975828.
- Davies, Norman (2006). Europe at War 1939–1945: No Simple Victory. London: Pan Books. ISBN 978-0-330-35212-3.
- Davies, W. (1973). German Army Handbook. Shepperton, Surrey: Ian Allan Ltd. ISBN 0-7110-0290-8.
- Duiker, William J. (2015). «The Crisis Deepens: The Outbreak of World War II». Contemporary World History. Shepperton, Surrey: Cengage Learning. ISBN 978-1-285-44790-2.
- Evans, Anthony A. (2005). World War II: An Illustrated Miscellany. Worth Press. ISBN 1-84567-681-5.
- Evans, Richard J. (1989). In Hitler's Shadow West German Historians and the Attempt to Escape the Nazi Past. New York: Pantheon. ISBN 0-394-57686-1.
- Evans, Richard J. (2008). The Third Reich at War. New York, NY: Penguin. ISBN 978-0-14-311671-4.
- Fest, Joachim (1996). Plotting Hitler's Death—The Story of the German Resistance. New York: Henry Holt and Company. ISBN 0-8050-4213-X.
- Fischer, Alexander (1985). Teheran - Jalta - Potsdam. Die sowjetischen Protokolle von den Kriegskonferenzen derGrossen Drei (en alemán). Verlag Wissenschaft und Politik. ISBN 978-3804686540.
- Fischer, Klaus (1995). Nazi Germany: A New History (en alemán). New York, NY: Continuum. ISBN 978-0-82640-797-9.
- Frieser, Karl-Heinz (2005). Blitzkrieg-legende: der westfeldzug 1940 [The Blitzkrieg Legend: The 1940 Campaign in the West]. Annapolis: Naval Institute Press. ISBN 978-1-59114-294-2.
- Förster, Jürgen (1989). «The Wehrmacht and the War of Extermination Against the Soviet Union».  En Marrus, Michael, ed. The Nazi Holocaust Part 3 The "Final Solution": The Implementation of Mass Murder vol.2. Westpoint: Meckler Press. pp. 494-520. ISBN 0-88736-255-9.
- Förster, Jürgen (1998). «Complicity or Entanglement? The Wehrmacht, the War and the Holocaust».  En Berenbaum, Michael; Peck, Abraham, eds. The Holocaust and History The Known, the Unknown, the Disputed and the Reexamined. Bloomington: Indian University Press. pp. 266–283. ISBN 0-253-33374-1.
- Förster, Jürgen (2004). «The German Military's Image of Russia».  En Erickson, Ljubica; Erickson, Mark, eds. Russia War, Peace and Diplomacy. London: Weidenfeld & Nicolson. pp. 117-129. ISBN 978-0-297-84913-1.
- Fritz, Stephen (2011). Ostkrieg: Hitler's War of Extermination in the East. Lexington: The University Press of Kentucky. ISBN 978-0-8131-3416-1.
- Garzke, William H.; Dulin, Robert O. (1985). Battleships: Axis and Neutral Battleships in World War II. Annapolis, Maryland: Naval Institute Press. ISBN 978-0-87021-101-0.
- Girbig, Werner (1975). Six Months to Oblivion: The Eclipse of the Luftwaffe Fighter Force Over the Western Front, 1944/45. Schiffer Publishing Ltd. ISBN 978-0-88740-348-4.
- Goda, Norman (2005). «Black Marks: Hitler's Bribery of his Senior Officers During World War II».  En Kreike, Emmanuel; Jordan, William Chester, eds. Corrupt Histories. Toronto: Hushion House. pp. 413-452. ISBN 1-58046-173-5.
- Gray, Colin (2002). Defining and Achieving Decisive Victory. Strategic Studies Institute. ISBN 1-58487-089-3. Archivado desde el original el 27 de enero de 2018. Consultado el 15 de febrero de 2019.
- Gray, Colin (2007). War, Peace & International Relations – An Introduction to Strategic History. Routledge. ISBN 978-0415594875.
- Harrison, Mark (2000). The Economics of World War II: Six Great Powers in International Comparison (Studies in Macroeconomic History). Cambridge University Press. ISBN 978-0521785037. Consultado el 9 de enero de 2019.
- Hartmann, Christian (2010). Wehrmacht im Ostkrieg: Front und militärisches Hinterland 1941/42 (en alemán). De Gruyter Oldenbourg. ISBN 978-3486702255.
- Hartmann, Christian (2013). Operations Barbarossa: Nazi Germany's War in the East, 1941–1945. Oxford: Oxford University Press. ISBN 978-0-19-966078-0.
- Hastings, Max (5 de mayo de 1985). «Their Wehrmacht was better than our Army». Washington Post.
- Hayward, Joel (1999). «A case study in early joint warfare: An analysis of the Wehrmacht's Crimean campaign of 1942». Journal of Strategic Studies 22 (4): 103-130. doi:10.1080/01402399908437771.
- Hebert, Valerie (2010). Hitler's Generals on Trial: The Last War Crimes Tribunal at Nuremberg. Lawrence, Kansas: University Press of Kansas. ISBN 978-0-7006-1698-5.
- Herf, Jeffrey (2006). The Jewish enemy: Nazi propaganda during World War II and the Holocaust. Harvard University Press. ISBN 0-674-02175-4.
- Hilberg, Raul (1985). The Destruction of the European Jews. New York: Holmes & Meier. ISBN 978-0-8419-0832-1.
- Hinsley, F. H. (1994) [1993]. British Intelligence in the Second World War. Its influence on Strategy and Operations. History of the Second World War. abridged (2nd rev. edición). London: HMSO. ISBN 978-0-11-630961-7.
- Huber, Ernst Rudolf (2000). Dokumente zur deutschen Verfassungsgeschichte. Band 2. Deutsche Verfassungsdokumente 1851 - 1918 (en alemán). Kohlhammer. Archivado desde el original el 22 de abril de 2016. Consultado el 18 de diciembre de 2019.
- Hughes, Terry; Costello, John (1977). Battle of the Atlantic. HarperCollins Distribution Services. ISBN 978-0002160483.
- Jones, Nigel (2008). Countdown to Valkyrie: The July Plot to Assassinate Hitler. Philadelphia, PA.: Casemate. ISBN 9781848325081.
- Jukes, Geoffrey (2002). The Second World War: The Eastern Front 1941–1945. Oxford: Osprey. ISBN 978-1-84176-391-0.
- Keegan, John (1990). The Second World War: An Illustrated History. Viking Adult. ISBN 978-0670823598.
- Kershaw, Ian (1997). Stalinism and Nazism: dictatorships in comparison. Cambridge University Press. ISBN 0-521-56521-9.
- Kershaw, Ian (2001). Hitler: 1936–1945, Nemesis. New York: W. W. Norton & Company. ISBN 978-0-39332-252-1.
- Kershaw, Ian (2008). Hitler: A Biography. New York: W. W. Norton & Company. ISBN 0-393-06757-2.
- Killen, John (2003). The Luftwaffe: A History. South Yorkshire: Pen & Sword Military. ISBN 978-1-78159-110-9.
- Kitchen, Martin (1994). Nazi Germany at War. London & New York: Routledge. ISBN 0-582-07387-1.
- Krivosheev, Grigori F. (2010). Russia & USSR at War in the 20th century (en ruso). Moscow: Veche. ISBN 978-5-9533-3877-6.
- Lampe, John R. (2000) [1996]. Yugoslavia as History: Twice There Was a Country (2nd edición). Cambridge, England: Cambridge University Press. ISBN 978-0-521-77401-7.
- Large, David Clay (1996). Germans to the Front: West German Rearmament in the Adenauer Era. Chapel Hill and London: The University of North Carolina Press. ISBN 978-0-80784-539-4.
- Liddell Hart, Basil H. (1971). The German Generals Talk – startling relevations from Hitler´s high command. W. Morrow. ISBN 978-0-688-06012-1.
- Markovich, Slobodan G. (2014). «Memories of Victimhood in Serbia and Croatia from the 1980s to the Disintegration of Yugoslavia».  En El-Affendi, Abdelwahab, ed. Genocidal Nightmares: Narratives of Insecurity and the Logic of Mass Atrocities. New York City: Bloomsbury. pp. 117-141. ISBN 978-1-62892-073-4.
- Masson, Philippe (2001). Die Deutsche Armee. Geschichte der Wehrmacht 1935–1945. München: Herbig. ISBN 978-3-7766-1933-1.
- Megargee, Geoffrey P. (1997). «Triumph of the Null: Structure and Conflict in the Command of German Land Forces, 1939-1945». War in History 4 (1): 60-80.
- Megargee, Geoffrey P. (2000). Inside Hitler's High Command. Lawrence, Kansas: Kansas University Press. ISBN 0-7006-1015-4.
- Megargee, Geoffrey P. (2007). War of Annihilation: Combat and Genocide on the Eastern Front, 1941. Rowman & Littelefield. ISBN 0-7425-4482-6.
- Merglen, Albert (1970). Geschichte und Zukunft der Luftlandetruppen (en alemán). Rombach.
- Mikhalev, Sergey Nikolaevich (2000). Liudskie poteri v Velikoi Otechestvennoi voine 1941–1945 gg: Statisticheskoe issledovanie [Pérdidas humanas en la Gran Guerra Patria 1941-1945 Una investigación estadística] (en ruso). Krasnoyarsk State Pedagogical University. ISBN 978-5-85981-082-6.
- Mosier, John (2006). Cross of Iron: The Rise and Fall of the German War Machine, 1918–1945. New York: Henry Holt and Company. ISBN 978-0-80507-577-9.
- Motl, Stanislav (2007). Kam zmizel zlatý poklad republiky (en czech) (2nd edición). Praga: Rybka publishers.
- Müller, Klaus-Jürgen (1987). The Army, Politics and Society in Germany 1933–1945: Studies in the Army's Relation to Nazism. Manchester: Manchester University Press. ISBN 0-7190-1071-3.
- Müller, Rolf-Dieter (2014). The Unknown Eastern Front: The Wehrmacht and Hitler's Foreign Soldiers. New York: I.B.Tauris. ISBN 978-1780768908.
- Müller, Rolf-Dieter (2016). Hitler's Wehrmacht, 1935–1945. Lexington: University Press of Kentucky. ISBN 978-0-81316-738-1.
- Murray, Williamson; Millett, Allan Reed (2001). A War to Be Won: Fighting the Second World War. Cambridge, Massachusetts: Harvard University Press. ISBN 978-0-674-00680-5.
- Neitzel, Sönke; Welzer, Harald (2012). Soldaten: On Fighting, Killing, and Dying – The Secret WWII Transcripts of German POWs. New York: Alfred A. Knopf. ISBN 978-0-30795-812-9.
- Niestle, Axel (2014). German U-Boat Losses During World War II: Details of Destruction. London: Frontline Books. ISBN 978-1848322103.
- O'Donnell, H. K. (June 1978). «A GENIUS FOR WAR: Review».  En Smith, Robert W., ed. Marine Corps Gazette (Marine Corps Association) 62 (6): 60-61. ISSN 0025-3170.
- Outze, Børge (1962). Danmark under anden verdenskrig (en danish). Copenhagen: Hasselbalch. ISBN 87-567-1889-6.
- Overmans, Rüdiger (2004). Deutsche militärische Verluste im Zweiten Weltkrieg (en alemán). München: Oldenbourg. ISBN 3-486-20028-3.
- Palmer, Michael A. (2010). The German Wars: A Concise History, 1859–1945. Minneapolis, MN: Zenith Press. ISBN 978-0-76033-780-6.
- Pavlowitch, Stevan K. (2007). Hitler's New Disorder: The Second World War in Yugoslavia. New York City: Columbia University Press. ISBN 978-1-85065-895-5.
- Richards, Denis (1974) [1953]. «VI The Struggle at Sea: The First Battle of the Convoy Routes, the Anti-Shipping Offensive and the Escape of the 'Scharnhorst' and 'Gneisenau'». Royal Air Force 1939–1945: The Fight At Odds. History of the Second World War, Military Series I (pbk. edición). London: HMSO. pp. 94-116. ISBN 978-0-11-771592-9. Consultado el 15 de octubre de 2016.
- Schoeps, Karl-Heinz (2008). «Holocaust and Resistance in Vilnius: Rescuers in "Wehrmacht" Uniforms». German Studies Review 31 (3): 489-512.
- Schulte, Theo (1989). The German Army and Nazi Policies in Occupied Russia. Oxford: Berg. ISBN 0-85496-160-7.
- Shepherd, Ben (2003). «The Continuum of Brutality: Wehrmacht Security Divisions in Central Russia, 1942». German History 21 (1): 49-81. doi:10.1191/0266355403gh274oa.
- Shepherd, Ben (2004). War in the Wild East: the German Army and Soviet Partisans. Cambridge, Massachusetts: Harvard University Press. ISBN 0-674-01296-8.
- Smelser, Ronald; Davies, Edward (2008). The Myth of the Eastern Front: the Nazi-Soviet War in American Popular Culture. New York: Cambridge University Press. ISBN 978-0-521-83365-3.
- Smith, Helmut Walser (2011). The Oxford Handbook of Modern German History. New York: Oxford University Press. ISBN 0-19-923739-5.
- Stackelberg, Roderick (2007). The Routledge Companion to Nazi Germany. New York: Routledge. ISBN 978-0-41530-861-8.
- Stein, George (2002) [1966]. The Waffen-SS: Hitler's Elite Guard at War 1939–1945. Cerberus Publishing. ISBN 978-1841451008.
- Stone, David J. (2006). Fighting for the Fatherland: The Story of the German Soldier from 1648 to the Present Day. Herndon, VA: Potomac Books. ISBN 978-1-59797-069-3.
- Strohn, Matthias (November 2010). The German Army and the Defence of the Reich. Cambridge University Press. ISBN 9780521191999. Consultado el 15 de mayo de 2015.
- Syrett, David (2010). The Defeat of the German U-Boats: The Battle of the Atlantic. Studies in Maritime History. University of South Carolina Press. ISBN 978-1570039522.
- Szpilman, Władysław (2002). The Pianist: The Extraordinary True Story of One Man's Survival in Warsaw, 1939–1945 (2nd edición). Picador. ISBN 0-312-31135-4.
- Taylor, Telford (1995). Sword and Swastika: Generals and Nazis in the Third Reich. New York: Barnes & Noble. ISBN 978-1-56619-746-5.
- Tooze, Adam (2006). The Wages of Destruction: The Making and Breaking of the Nazi Economy. New York: Penguin. ISBN 978-0-67003-826-8.
- U.S. War Department (1945). «Chapter I: The German Military System». Handbook on German Military Forces, 15 March 1945, Technical Manual TM-E 30-451.
- Van Creveld, Martin (1982). Fighting power: German and US Army performance, 1939-1945. Westport, Connecticut: Greenwood Press. ISBN 978-0-31309-157-5.
- von Bischofhausen, Otto (1950) [1941]. «The Hostage Case». Report to Commanding Officer in Serbia, 20 October 1941 Concerning Severe Reprisal Measures. Trials of War Criminals Before the Nuremberg Military Tribunals. Nuremberg, Allied-occupied Germany: Nuremberg Military Tribunals. OCLC 312464743.
- Wette, Wolfram (2006). The Wehrmacht: History, Myth, Reality. Cambridge, Massachusetts: Harvard University Press. ISBN 978-0-674-02213-3.
- Wette, Wolfram (2014). «Ein Judenratter aus der Wehrmacht. Feldwebel Anton Schmid (1900–1942)».  En Müller, Julia, ed. Menschen mit Zivilcourage. Mut, Widerstand und verantwortliches Handeln in Geschichte und Gegenwart (en alemán). Lucerne: Kanton Luzern. pp. 74-82.
- Wheeler-Bennett, John (1967). The Nemesis of Power: The German Army in Politics 1918–1945. London: Macmillan. ISBN 978-1-4039-1812-3.
- Whitley, M.J. (July 1984). Warship 31: Graf Zeppelin, Part 1. London: Conway Maritime Press Ltd.
- Wienand, Christiane (2015). Returning Memories: Former Prisoners of War in Divided and Reunited Germany. Rochester, N.Y: Camden House. ISBN 978-1571139047. Consultado el 22 de septiembre de 2018.
- Williamson, David G. (2002). The Third Reich (3rd edición). London: Longman Publishers. ISBN 978-0-58236-883-5.
- Zeidler, Manfred (2006). «The Strange Allies — Red Army and Reichswehr in the Inter-War Period».  En Schlögel, Karl, ed. Russian-German Special Relations in the Twentieth Century: A Closed Chapter?. New York: Berg. pp. 106–111. ISBN 978-1-84520-177-7.
- Zeiler, Thomas W.; DuBois, Daniel M. (2012). A Companion to World War II. John Wiley & Sons. ISBN 978-1-118-32504-9.
- Zhukov, Georgy (1974). Marshal of Victory, Volume II. Pen and Sword Books Ltd. ISBN 9781781592915.

### Páginas web
- AFP (2019). «Germany struggles to stop Nazi war payment suspicions». The Local.
- Axelrod, Toby (2019). «German Jewish leader urges cancellation of pension payments to former SS members». timesofisrael.com. The Times of Israel. Consultado el 12 de junio de 2019.
- Binkowski, Rafael; Wiegrefe, Klaus (21 de octubre de 2011). «How Waffen SS Veterans Exploited Postwar Politics». Der Spiegel.
- Christmann, Rainer M.; Tschentscher, A. (2018). «BVerfGE 36, 1 – Grundlagenvertrag». servat.unibe.ch. Das Fallrecht. Consultado el 17 de enero de 2019.
- Department of State (2016). «RG 84: Switzerland». National Archives. Consultado el 16 de mayo de 2019.
- documentArchiv.de, ed. (2004). «Wehrgesetz Vom 21. Mai 1935» [Military Law of 21 May 1935]. Reichsgesetzblatt (en alemán) (Berlin: Reich Ministry of Interior) I: 609-614. Consultado el 6 de abril de 2019.
- Gmyz, Cezary (2007). «Seksualne niewolnice III Rzeszy» [Sex Slaves of the Third Reich] (en polaco). Wprost. Consultado el 11 de marzo de 2019.
- Groeneveld, Josh; Moynihan, Ruqayyah (2020). «The German army is still struggling to come to terms with its Nazi past, according to historians». businessinsider.com. Business Insider. Consultado el 21 de septiembre de 2020.
- Hickman, Kennedy (2015). «Battle of the Atlantic in World War II». Dotdash Meredith. Consultado el 20 de mayo de 2015.
- «Germans invade Poland». History. 4 de marzo de 2010. Consultado el 21 de mayo de 2015.
- Knight, Ben (2017). «The German military and its troubled traditions». Deutsche Welle.
- Le Faucheur, Christelle (2018). «Were US POWs Starved to Death in German Camps?». The National WWII Museum. Consultado el 11 de febrero de 2019.
- Lillian Goldman Law Library (2008). «Judgement : The Accused Organizations». Avalon. Lillian Goldman Law Library. Consultado el 17 de enero de 2019.
- Peck, Michael (2017). «Exposed: The Secret Ex-Nazi Army That Guarded West Germany». Center for the National Interest. The National Interest. Consultado el 11 de enero de 2019.
- Reichsgesetzblatt (1935). «Die Verfassungen in Deutschland I, no. 52» (en alemán). Archivado desde el original el 24 de septiembre de 2017. Consultado el 28 de febrero de 2018.
- Scholz, Kay-Alexander (2018). «German army instills new traditions to move away from troubled history». Deutsche Welle. DW News. Consultado el 16 de enero de 2019.
- Timm, Sylvia (2015). «Verdienstorden der Bundesrepublik für Historiker Wolfram Wette» [Orden al Mérito de la República Federal de Alemania al historiador Wolfram Wette] (en alemán). Badische Zeitung. Consultado el 22 de diciembre de 2016.
- Trueman, Chris N. (2015a). «Blitzkrieg». historylearningsite.co.uk. HistoryLearningSite. Consultado el 20 de mayo de 2015.
- Trueman, Chris N. (2015b). «The Battle of Barents Sea». historylearningsite.co.uk. HistoryLearningSite. Consultado el 13 de mayo de 2015.
- USHMM (n.d.). «The German Military and the Holocaust». United States Holocaust Memorial Museum—Holocaust Encyclopedia. Consultado el 13 de enro de 2019.
- United States Holocaust Memorial Museum (n.d.). «Women in the Third Reich». Consultado el 8 de septiembre de 2019.
- Wiegrefe, Klaus (2014). «Nazi Veterans Created Illegal Army». Der Spiegel (Spiegel Online). Consultado el 11 de enero de 2019.
- Wildt, Michael; Jureit, Ulrike; Otte, Birgit (2004). «Crimes of the German Wehrmacht». Hamburg Institute for Social Research. Archivado desde el original el 8 de diciembre de 2018. Consultado el 28 de noviembre de 2008.
- Yad Vashem (n.d.). «The Righteous Among The Nations». Yad Vashem. The World Holocaust Remembrance Center. Consultado el 16 de enero de 2019.